# Полтавская битва
Полта́вская би́тва — генеральное сражение Северной войны между русскими войсками под командованием царя Петра I и шведской армией под командованием короля Карла XII.
Битва состоялась 27 июня (8 июля) 1709 года (28 июня по шведскому календарю) в 6 верстах (6,5 км) от города Полтава (Русское царство). Разгром шведской армии привёл к перелому в Северной войне в пользу России и в результате к её победе в Северной войне.

## Предыстория
После поражения русской армии при Нарве в 1700 году Карл XII возобновил военные действия против Августа II, саксонского курфюрста и польского короля, нанося ему одно поражение за другим.
Возвращение русских земель в Ингерманландии (ныне часть Ленинградской области), основание русским царём Петром I в устье Невы нового города-крепости Санкт-Петербург (1703) и успехи русских в Курляндии (1705) побудили Карла XII принять решение после разгрома Августа II вернуться к действиям против России и захватить Москву. В 1706 году Август II потерпел тяжёлое поражение и лишился короны Речи Посполитой. В июне 1708 года Карл XII начал поход против России.
Пётр I понимал неизбежность наступления шведов вглубь России. После того как русская армия избежала разгрома под Гродно в 1706 году, вскоре после приезда царя 28 декабря 1706 года в польском городке Жолкиев состоялся военный совет. На вопрос, «…давать ли с неприятелем баталии в Польше, или при своих границах» — решено не давать (если такое несчастие случится, трудно «учинить ретираду»), «и для того положено дать баталию при своих границах, когда того необходимая нужда будет; а в Польше на переправах, и партиями, так же оголожением провианта и фуража, томить неприятеля, к чему и польские сенаторы многие в том согласились».
1708 год прошёл в столкновениях шведской и русской армий на территории Великого княжества Литовского (сражения при Головчине, при Добром, Раёвке и Лесной). Шведы в полной мере ощутили «оголожение» в провианте и фураже, в чём немало способствовало крестьянство Белой Руси, которое прятало хлеб, корм для лошадей, убивало фуражиров.
Осенью 1708 года гетман И. С. Мазепа изменил Петру и принял сторону Карла, заверив его в союзнических чувствах казачества к шведской короне. Вследствие болезней и плохого обеспечения питанием и амуницией шведской армии необходим был отдых, поэтому шведы из-под Смоленска повернули на Гетманщину, чтобы, отдохнув там, продолжить наступление на Москву с юга. Однако зима для шведской армии оказалась тяжёлой, несмотря на то, что русская армия на землях Войска Запорожского прекратила тактику «выжженной земли».
К тому моменту, когда армия Карла подошла к Полтаве, она потеряла до трети состава и насчитывала около 35 тыс. человек. Стремясь создать выгодные предпосылки для наступления, Карл решает овладеть Полтавой, которая с фортификационной точки зрения казалась «лёгкой добычей».

### Запорожские казаки
В октябре 1708 года Петру I стало известно об измене и переходе на сторону Карла XII гетмана Мазепы, который вёл с королём длительные переговоры, обещая ему в случае прихода шведов на территорию Войска Запорожского до 50 тысяч казацкого войска, продовольствие и удобную зимовку. 28 октября (8 ноября) 1708 года Мазепа во главе отряда казаков прибыл в ставку Карла.
В ответ А. Д. Меншиков 2 (13) ноября 1708 года захватил и разорил Батурин — ставку гетмана. Кроме того, Пётр I амнистировал и отозвал из ссылки казацкого полковника С. Палия, пытаясь заручиться поддержкой казачества.
6 (17) ноября в Глухове (ныне Сумская область, Украина) был избран новый гетман — по настоянию Петра I им стал И. И. Скоропадский.
В марте 1709 года на сторону шведов перешли 7 тысяч казаков Запорожской Сечи. Направленный на юг русский кавалерийский отряд полковника Кемпбелла (3 тыс. сабель) не смог перехватить запорожских казаков. 16 (27) марта запорожцы перебили русский отряд в Царичанке (ныне Днепропетровская область, Украина) и привели к шведам 115 пленных русских драгун, однако Кемпбеллу удалось прорваться на север.
11 (22) апреля 1709 года казаки (мазепинцы и запорожские) участвовали вместе со шведами в сражении против русских у Соколки. В ответ русский отряд полковника П. И. Яковлева 16 (27) апреля сжёг Келеберду (пощадив только церковь), 18 (29) апреля — Переволочну (ныне Полтавская область, Украина), затем крепости Старый и Новый Кодак. Наконец, 10 (21) мая он подошёл к Сечи. Первый приступ был неудачен, но 14 (25) мая подошла помощь от генерал-майора Г. С. Волконского (полковник И. Галаган), и Сечь была взята и уничтожена.
Разгром Запорожской Сечи увеличил недовольство запорожцев, и количество запорожцев при Карле стало расти. Однако дисциплина казаков, по мнению шведов, оставляла желать лучшего: как любое нерегулярное войско, они были неустойчивы под огнём ядер и гранат. В траншеях под Полтавой «ночной обстрел необычайно большими гранатами заставил разбежаться запорожцев с работ, ибо они так боялись гранат и пушек, что готовы от них бежать на край света». Шведы использовали их для охраны пленных и на землекопных работах, выдавая каждому за день работы «по полкаролина» (по 10 копеек). При традиционно высокой самооценке запорожцев такое отношение вызывало у них недовольство.
В итоге из многотысячного казачества Войска Запорожского (реестровых казаков насчитывалось 30 тыс., запорожских казаков — 10—12 тыс.) на сторону Карла XII перешли около 10 тысяч человек: около 3 тысяч реестровых казаков и около 7 тысяч запорожцев. Но и те вскоре начали разбегаться из походного лагеря шведской армии. Таких ненадёжных союзников, которых осталось около 2 тысяч, король Карл XII не рискнул использовать в сражении и поэтому оставил их в обозе под присмотром 7 кавалерийских полков. В бою участвовал только небольшой отряд казаков-добровольцев.
Пётр I, не вполне доверяя казакам нового гетмана И. И. Скоропадского, также не использовал их в битве. Для присмотра за ними он направил 6 драгунских полков под началом генерал-майора Г. С. Волконского.

## Осада Полтавы
Ещё находясь главными силами в Будищах, 2 (13) апреля 1709 года Карл XII произвёл рекогносцировку Полтавы, а 25 апреля (6 мая) приказал генералу А. Спарре с 8 пехотными полками, артиллерийским полком и всем обозом перейти из Будищ под Полтаву, генералу К. Г. Крейцу с кавалерией — из Решетиловки перейти к Ворскле. Русский отряд К. Э. Ренне (7 тыс. кавалерии), направленный под Полтаву, принуждён был отойти к главной армии.
27 апреля (8 мая) шведами под Полтаву направлен ещё один пехотный полк — Далекарлийский, на следующий день к Полтаве пришёл сам король. Шведское командование было настроено благодушно: Полтава не выглядела неприступной крепостью. В начале осады фельдмаршал К. Г. Реншильд отметил: «Неужели русские до такой степени безрассудны и станут защищаться?» Внешние укрепления Полтавы длиною 2300 метров состояли из рва, вала и деревянного палисада на нём, усиленных несколькими земляными бастионами с орудиями. Два следующих дня, 28 и 29 апреля, шведы пытались взять штурмом слабо укреплённый, по их мнению, город. После этих неудачных попыток 30 апреля (11 мая) (1 мая по шведскому календарю) были начаты осадные работы.
Е. В. Тарле отсчитывает «борьбу у валов» Полтавы с 6 (17) апреля, 15 (26) апреля осада «стала крепкой», а на следующий день начался обстрел Полтавы из мортир.
Однако осада, порученная генерал-квартирмейстеру А. Гилленкроку, шла медленно и производилась небольшим числом войск (преимущественно запорожцами, что не прибавляло им энтузиазма: принуждение к лопате и кирке они сочли унижением). Кроме того, шведы имели не осадные, а только полевые орудия. Под руководством полковника А. С. Келина гарнизон Полтавы численностью 4,2 тыс. солдат (Тверской и Устюжский солдатские полки и по одному батальону ещё от трёх полков — Пермского, Апраксина и Фехтенгейма), 2,6 тыс. вооружённых горожан и казаков, 29 орудий отважно отбил ряд штурмов.
По другим сведениям, гарнизон Полтавы состоял всего из 5 батальонов — по два батальона Тверского и Устюжского полков и гарнизонный батальон из Белгорода — всего 2200 солдат.
Гилленкрок сообщал, что один казацкий офицер, состоявший при Мазепе, рассказал ему о переговорах подполковника Зильфергельма с казацким полковником Левенцом, находившимся с русскими в Полтаве. Этот полковник хотел доставить шведам случай напасть врасплох на Полтаву. Но переговоры не имели успеха. Русское командование узнало про переговоры, арестовало и выпроводило из города казацкого полковника. Об измене полковника Полтавского казацкого полка Ивана Левенца сообщает и Тарле.
С апреля по июнь шведы предприняли 20 штурмов Полтавы и потеряли под её стенами от 5 тысяч до более 6 тысяч человек.
К началу Полтавской битвы помимо городского гарнизона из 2200 человек на защиту Полтавы поднялось практически всё население города (в том числе женщины и дети), участвовавшее не только в строительстве укреплений, но и непосредственно в военных действиях. При этом отмечалось твёрдое намерение горожан погибнуть при обороне, но не сдаться. Так например, в 20-х числах июня, когда шведы предпринимали последние отчаянные попытки штурма города, толпа горожан растерзала человека, заговорившего о сдаче.

## Попытки русской армии снять осаду
В начале мая, вскоре после начала осады, к Полтаве подошёл А. Д. Меншиков с частью русской армии. Пытаясь помочь гарнизону Полтавы, он планировал атаковать окоп, прикрывающий осаждающих шведов, а с целью отвлечения противника направил против Опошни отряд генерал-лейтенанта Ф. И. Беллинга. Однако предпринятая 7 (18) мая диверсия к Опошне не удалась. Безуспешны были и другие действия по облегчению положения осаждённых (создание редута у моста через Ворсклу, строительство плотины). В то же время бригадир Алексей Головин сумел 15 (26) мая провести в крепость 2 батальона (900 человек). После этого гарнизон Полтавы стал вести себя активнее и предпринял ряд вылазок, в одной из которых А. Головин попал в плен.
26 мая (6 июня) под Полтаву прибыл Б. П. Шереметев с главной армией; таким образом, вся русская армия собралась у деревни Крутой берег в укреплённом лагере. Шведы противопоставили русским свою линию укреплений, усиленную на флангах редутами. Все их штурмы по-прежнему успешно отбивались осаждёнными.
Для ослабления противника русские отряды совершали частые нападения на его расположение. Наиболее значительное нападение было произведено генерал-лейтенантом И. Гейнскином (6 драгунских полков = 2500 сабель и Астраханский пехотный полк) на деревню Старые Санжары, где содержались русские пленные, взятые в Веприке. В результате шведы были разбиты, 1200 русских пленных освобождены. У неприятеля были взяты 2 орудия и 8 знамён, потери русских — 60 убитых и 181 раненых.

## Переправа русской армии через Ворсклу
4 (15) июня в русскую армию под Полтавой прибыл Пётр I. Вскоре на военном совете было принято решение переправляться через Ворсклу. Однако грозы и наводнение сорвали замыслы царя: попытка переправы в месте укреплённого лагеря через труднопроходимые болота 13 (24) июня не удалась.
Тогда 15 (26) июня Пётр решил перейти Ворсклу в другом месте; на военном совете решили «город Полтаву выручить без генеральной баталии (яко зело опасного дела)». Однако уже на следующий день на новом военном совете Пётр решился дать Карлу XII генеральное сражение.
Пётр I направил генерала Л. Н. Алларта подготовить переправу южнее Полтавы, а К. Э. Ренне с тремя полками пехоты и несколькими полками драгун — севернее, в район деревни Петровка, а также продолжил строительство плотины, начатой Меншиковым. Узнав о переправе русских через Ворсклу, Карл XII направил против Ренне фельдмаршала К. Г. Реншильда, а сам направился против Алларта.
При рекогносцировке 16 (27) июня (17 июня по шведскому календарю), в свой день рождения, шведский король был ранен в ногу, после чего шведы возвратились в лагерь.
19 (30) июня русская армия перешла к деревне Черняковка, к месту переправы, подготовленной генералом Ренне. На следующий день она перешла Ворсклу и стала укреплённым лагерем у деревень Петровка и Семёновка (в 8 верстах севернее Полтавы).
21 июня (2 июля) шведское командование, получив ложное известие о начале русской атаки, построило свою армию в боевой порядок, а также предприняло очередной неудачный приступ к Полтаве. Вечером Карл отвёл пехоту к Крестовоздвиженскому монастырю, а фельдмаршал К. Г. Реншильд отвёл кавалерию на другую сторону Полтавы.
Стремясь собрать как можно больше войск, Пётр I приказал гетману И. И. Скоропадскому и калмыкам Аюка-хана присоединиться к главной армии. 24 июня (5 июля) казаки Скоропадского соединились с армией Петра; основные силы калмыков к сражению опоздали.
25 июня (6 июля) русская армия перешла ближе к Полтаве и расположилась в новом укреплённом лагере (5 км от Полтавы) у деревни Яковцы. Идя атаковать грозного противника, Пётр I при каждой остановке окапывается: возводит тет-де-пон (предмостное укрепление) у Петровки, создаёт укреплённый лагерь у Семёновки, другой южнее в 3 верстах. Новый лагерь располагался тылом к реке с наведёнными мостами, фланги прикрывались густым лесом, и только по фронту располагалась ровная долина в 2 км шириной. Для усиления позиции решено было построить вдоль фронта между Яковецким и Малобудищенским лесами 6 редутов, перекрывающих ружейным огнём проходы между ними. Шведы вынуждены были до столкновения с основными силами русской армии или штурмовать редуты, или проходить сквозь них, в обоих случаях неся потери. Всё это должно было уравновесить тактическое превосходство неприятеля в случае неожиданного нападения ранее 29 июня.
В. Артамонов полагает, что ретраншемент имел форму неправильного многоугольника, как показано на первичных схемах генерала Л. Н. Алларта 1709 года и плане инженер-архитектора Христофора-Якова Шварца, а не чёткой трапеции или прямоугольника, как потом вычерчивалось на всех «парадных» схемах. Он состоял, возможно, из четырёх бастионов и шести реданов, соединённых валами. Конницу расположили на открытом поле между Яковецким и Малобудищенским лесом за шестью поперечными редутами. В лесу у Малых Будищ подрубили деревья и сделали завалы.
Узнав через перебежчика о подходе к русским усиления в виде калмыцкой конницы и лишившись надежды получить собственное подкрепление (отказ турецкого султана вступить в войну против России и невозможность Станислава Лещинского и корпуса Крассова прийти на помощь из Польши), Карл XII решился ещё раз атаковать Полтаву (22 июня (3 июля)), а после неудачи штурма (который стоил шведам 1676 человек, русским — 278 убитых и 603 раненых) — дать русским генеральное сражение.
26 июня (7 июля) Пётр вместе с генералитетом снова осматривал поле и неприятельский лагерь и принял ещё одно решение, повлиявшее на исход битвы — построить ещё 4 продольных редута посередине прохода между лесками у д. Малые Будищи и Малые Павленки. Строить их было приказано ночью, чтобы об этом не знал противник. Однако к началу битвы были окончены лишь два из них.

## План Карла XII на битву

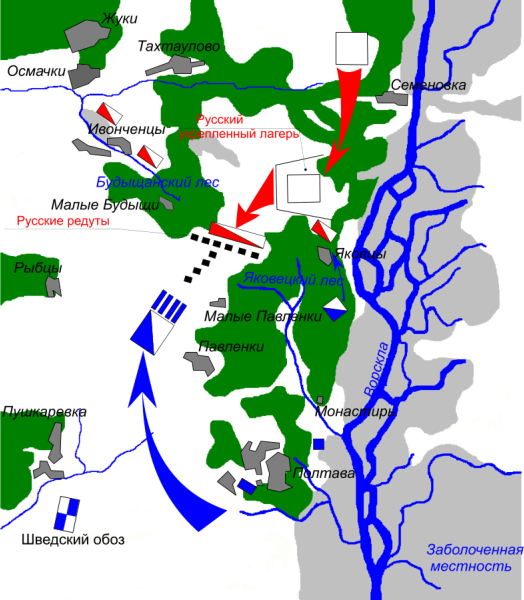
Положение войск в начале битвы

На военном совете шведского командования (кроме Карла XII, участвовали фельдмаршал К. Г. Реншильд, первый министр короля К. Пипер и командир Далекарлийского полка полковник Сигрот) было решено атаковать русскую армию. План включал два этапа и строился он на внезапности атаки и на убеждении, что русская армия, также как и в битве при Головчине, будет пассивна в наступлении и в основном будет обороняться:
- Шведская пехота ранним утром под прикрытием темноты неожиданно для противника начинает атаку и прорывается в тыл русских в пространстве между их редутами, устроенными между Будыщанским и Яковецким лесами. Затем следует удар шведской кавалерии по русской коннице, сосредоточенной за редутами.
- На втором этапе атаки шведы штурмуют русский опорный пункт (ретраншемент) и одновременно с этим их кавалерия охватывает его с севера, тем самым обрезая пути отступления русским войскам, что в конце концов должно было привести к их полному разгрому.

Этот план короля не был сообщён даже ближайшим лицам из главного штаба армии. Не все командиры уяснили его смысл: часть из них полагала, что речь идёт о штурме редутов, другая — о проходе линии укреплений противника насквозь.

## Силы сторон

### Шведская армия
Карл XII располагал до 37 тыс. солдат (в том числе до 10 тысяч реестровых и низовых запорожских казаков). Без учёта оставленных против Полтавы 2 полков с небольшим отрядом кавалерии, а также 4 полков кавалерии (2 тыс.), отряжённых для занятия переправ через Ворсклу от Полтавы до Переволочной, у Карла XII имелось 26 батальонов пехоты, 22 полка кавалерии; всего 25 тыс. человек.
Непосредственно в Полтавском сражении принимало участие около 8 тыс. пехоты (18 батальонов), 7800 кавалерии (14 полков кавалерии и корпус драбантов = 109 эскадронов) и около тысячи нерегулярной кавалерии (валахов).
| Швеция               | Швеция                                                | Швеция      | Швеция        | Швеция                                             |
| Род войск            | Название полка                                        | Численность | Размер        | Командир                                           |
| -------------------- | ----------------------------------------------------- | ----------- | ------------- | -------------------------------------------------- |
| Пехота               | Вестманландский полк                                  | 1100 чел.   | 2 батальона   | Аксель Спарре и Эрик Спарре аф Сундбю              |
| Пехота               | Нёрке-Вермландский полк                               | 1200 чел.   | 2 батальона   | Аксель Спарре и Эрик Спарре аф Сундбю              |
| Пехота               | Йёнчёпингский полк                                    | 300 чел.    | 1 батальон    | Аксель Спарре и Георг фон Бушвальдт                |
| Пехота               | Вестерботтенский полк                                 | 600 чел.    | 2 батальона   | Бернд Отто Штакельберг-старший и Гидеон Фок        |
| Пехота               | Эстергётландский полк                                 | 380 чел.    | 2 батальона   | Бернд Отто Штакельберг-старший и Андерс Аппельгрен |
| Пехота               | Уппландский полк                                      | 690 чел.    | 1 батальон    | Бернд Отто Штакельберг-старший и Густав Штернхук   |
| Пехота               | Даларнский полк                                       | 1100 чел.   | 2 батальона   | Карл Густав Роос и Густав Хенрик фон Зигрот        |
| Пехота               | Шведская лейб-гвардия                                 | 2000 чел.   | 4 батальона   | Карл Густав Роос и Андерс Лагеркруна               |
| Пехота               | Кальмарский полк                                      | 500 чел.    | 1 батальон    | Андерс Лагеркруна и Густав Ранк                    |
| Пехота               | Скараборгский полк                                    | 500 чел.    | 1 батальон    | Андерс Лагеркруна и Карл Густав Ульфспарре         |
| Кавалерия            | Корпус драбантов                                      | 100 чел.    | 1 эскадрон    | Карл-Густав Хорд                                   |
| Кавалерия            | Кавалерийский лейб-гвардии полк                       | 1000 чел.   | 12 эскадронов | Карл Густав Крейц                                  |
| Кавалерия            | Уппландский резервный драгунский полк                 | 420 чел.    | 8 эскадронов  | Андерс Веннерштедт                                 |
| Кавалерия            | Абоский и Бьёрнеборгский ленский кавалерийский полк   | 800 чел.    | 8 эскадронов  | Фриц Вахтмайстер                                   |
| Кавалерия            | Смоландский кавалерийский полк                        | 510 чел.    | 8 эскадронов  | Юхан Валентин фон Дальдорф                         |
| Кавалерия            | Нюландский и Тавастгусский ленский кавалерийский полк | 525 чел.    | 8 эскадронов  | Андерс Торстентон                                  |
| Кавалерия            | Эстергётландский кавалерийский полк                   | 800 чел.    | 8 эскадронов  | Хуго Юхан Гамильтон                                |
| Кавалерия            | Северосконский кавалерийский полк                     | 600 чел.    | 8 эскадронов  | Густав Хорн аф Мариенборг                          |
| Кавалерия            | Южносконский кавалерийский полк                       | 540 чел.    | 4 эскадрона   | Карл Густав Эрнештедт                              |
| Кавалерия            | Лейб-драгунский полк                                  | 900 чел.    | 4 эскадрона   | Карл Густав Реншильд и Филипп Эрнештедт            |
| Кавалерия            | Сконский резервный драгунский полк                    | 500 чел.    | 8 эскадронов  | Максимилиан Эмануэль Вюртемберг-Виннентальский     |
| Кавалерия            | Валашский полк                                        | 1000 чел.   | 12 эскадронов | Сандул Кольца                                      |
| Кавалерия            | Обозная рота                                          | 130 чел.    |               |                                                    |
| Кавалерия            | Драгуны Гюлленштерна                                  | 300 чел.    | 8 эскадронов  | Нильс Гюлленштерн                                  |
| Кавалерия            | Драгуны Таубе                                         | 530 чел.    | 8 эскадронов  | Густав Адам Таубе                                  |
| Кавалерия            | Драгуны Дюкера                                        | 265 чел.    | 4 эскадрона   | Карл Густав Дюкер                                  |
| Кавалерия            | Драгуны Гельма                                        | 530 чел.    | 8 эскадронов  | Нильс Гельм                                        |
| Осадные части        | Сёдерманландский полк                                 | 450 чел.    | 1 батальон    | Габриэль фон Вайденхайн                            |
| Осадные части        | Крунубергский полк                                    | 450 чел.    | 1 батальон    | Юхан Кронман                                       |
| Осадные части        | Лейб-гвардия                                          | 200 чел.    | 1 батальон    | Густав Юхан Лагергельм                             |
| Осадные части        | Лейб-драгунский полк                                  | 200 чел.    | 4 эскадрона   |                                                    |
| Осадные части        | Полевой резерв                                        | 30 чел.     | 1 эскадрон    |                                                    |
| Резервы в Пушкарёвке | Адельсфан                                             | 260 чел.    | 4 эскадрона   | Андерс Рамсверд                                    |
| Резервы в Пушкарёвке | Лифляндский адельсфан                                 | 68 чел.     | 1 эскадрон    |                                                    |
| Резервы в Пушкарёвке | Карельский кавалерийский полк                         | 312 чел.    | 4 эскадрона   | Карл Густав Крузе                                  |
| Резервы в Пушкарёвке | Уппландский резервный драгунский полк                 | 299 чел.    | 4 эскадрона   | Карл Густав Крузе                                  |
| Резервы в Пушкарёвке | Драгуны Шлиппенбаха                                   | 497 чел.    | 4 эскадрона   | Вольмар Антон фон Шлиппенбах                       |
| Резервы в Пушкарёвке | Драгуны Шрейтерфельдта                                | 305 чел.    | 4 эскадрона   | Карл Густав фон Шрейтерфельдт                      |
| Резервы в Пушкарёвке | Драгуны д’Альбедюля                                   | 323 чел.    | 4 эскадрона   | Хенрик Отто фон Альбедюль                          |
| Охрана Ворсклы       | Драгунский полк Мейерфельдта                          | 1000 чел.   | 8 эскадронов  | Юхан Август Мейерфельдт-старший                    |
| Охрана Ворсклы       | Отряд Функа                                           | 300 чел.    | 4 эскадрона   | Томас Функ                                         |
| Охрана Ворсклы       | Отряд Сильвергельма                                   | 500 чел.    | 5 эскадронов  | Геран Сильвергельм                                 |

### Русская армия
Русская армия насчитывала, по разным данным, от 50 до 80 тыс. солдат.
Непосредственно в Полтавском сражении участвовали 32 тысячи пехотинцев.
Русская кавалерия насчитывала около 21 тысячи человек (24 драгунских полка, 3 конногренадерских и 2 отдельных «шквадроны»). По другим данным — 24,5 тыс. человек.
Кроме того, в составе армии было до 23 тыс. иррегулярных войск, в том числе 10 — 16 тысяч казаков гетмана Скоропадского, а также донские и уральские казаки, калмыки, татары и «волохи».
| Русское Царство | Русское Царство                         | Русское Царство | Русское Царство | Русское Царство                 |
| Род войск       | Название полка                          | Численность     | Размер          | Командир                        |
| --------------- | --------------------------------------- | --------------- | --------------- | ------------------------------- |
| Пехота          | Преображенский лейб-гвардии полк        | 2000 чел.       | 4 батальона     | Михаил Михайлович Голицын       |
| Пехота          | Семёновский лейб-гвардии полк           | 1500 чел.       | 3 батальона     | Михаил Михайлович Голицын       |
| Пехота          | Гренадерский полк Бильца                | 1000 чел.       | 2 батальона     | Михаил Михайлович Голицын       |
| Пехота          | Гренадерский полк Буша                  | 1000 чел.       | 2 батальона     | Людвиг Николай фон Алларт       |
| Пехота          | Гренадерский полк дю Буа                | 1000 чел.       | 2 батальона     | Самуил Ренцель                  |
| Пехота          | Гренадерский полк Репнина               | 1000 чел.       | 2 батальона     | Аникита Иванович Репнин         |
| Пехота          | Апраксинский полк                       | 500 чел.        | 1 батальон      | Самуил Ренцель                  |
| Пехота          | Астраханский полк                       | 1000 чел.       | 2 батальона     | Михаил Михайлович Голицын       |
| Пехота          | Бутырский полк                          | 1000 чел.       | 2 батальона     | Аникита Иванович Репнин         |
| Пехота          | Белгородский полк                       | 1500 чел.       | 3 батальона     | Савва Васильевич Айгустов       |
| Пехота          | Стрелецкий полк Нечаева                 | 1050 чел.       | 3 батальона     | Савва Васильевич Айгустов       |
| Пехота          | Стрелецкий полк Неклюдова               | 700 чел.        | 2 батальона     | Савва Васильевич Айгустов       |
| Пехота          | Титовский полк                          | 700 чел.        | 2 батальона     | Савва Васильевич Айгустов       |
| Пехота          | Вологодский полк                        | 1000 чел.       | 2 батальона     | Людвиг Николай фон Алларт       |
| Пехота          | Ингерманландский полк                   | 1500 чел.       | 3 батальона     | Михаил Михайлович Голицын       |
| Пехота          | Казанский полк                          | 1000 чел.       | 2 батальона     | Людвиг Николай фон Алларт       |
| Пехота          | Черниговский полк                       | 1500 чел.       | 3 батальона     | Аникита Иванович Репнин         |
| Пехота          | Копорский полк                          | 1000 чел.       | 2 батальона     | Самуил Ренцель                  |
| Пехота          | Лефортовский полк                       | 1000 чел.       | 2 батальона     | Самуил Ренцель                  |
| Пехота          | Московский полк                         | 1500 чел.       | 3 батальона     | Людвиг Николай фон Алларт       |
| Пехота          | Нарвский полк                           | 1500 чел.       | 3 батальона     | Аникита Иванович Репнин         |
| Пехота          | Нижегородский полк                      | 1000 чел.       | 2 батальона     | Людвиг Николай фон Алларт       |
| Пехота          | Новгородский полк                       | 1000 чел.       | 2 батальона     | Аникита Иванович Репнин         |
| Пехота          | Псковский полк                          | 1000 чел.       | 2 батальона     | Людвиг Николай фон Алларт       |
| Пехота          | Полк Ренцеля                            | 1000 чел.       | 2 батальона     | Самуил Ренцель                  |
| Пехота          | Ростовский полк                         | 1000 чел.       | 2 батальона     | Самуил Ренцель                  |
| Пехота          | Сибирский полк                          | 1000 чел.       | 2 батальона     | Людвиг Николай фон Алларт       |
| Пехота          | Тобольский полк                         | 1000 чел.       | 2 батальона     | Самуил Ренцель                  |
| Пехота          | Троицкий полк                           | 1000 чел.       | 2 батальона     | Самуил Ренцель                  |
| Пехота          | Полк фон Фихтенхайма                    | 500 чел.        | 1 батальон      | Самуил Ренцель                  |
| Пехота          | Шлиссельбургский полк                   | 1000 чел.       | 2 батальона     | Аникита Иванович Репнин         |
| Кавалерия       | Лейб-шквадрон Меньшикова                | 125 чел.        | 1 эскадрон      | Отто Рудольф фон и цу Шауенбург |
| Кавалерия       | Лейб-регимент                           | 400 чел.        | 4 эскадрона     | Карл Эвальд фон Ренне           |
| Кавалерия       | Запорожские казаки                      | 1200 чел.       | 30 эскадронов   | Иван Ильич Скоропадский         |
| Кавалерия       | Конногренадерский полк Семёна Кропотова | 400 чел.        | 4 эскадрона     | Родион Христианович Баур        |
| Кавалерия       | Конногренадерский полк Рошнева          | 400 чел.        | 4 эскадрона     | Отто Рудольф фон и цу Шауенбург |
| Кавалерия       | Конногренадерский полк фон дер Роппа    | 400 чел.        | 4 эскадрона     | Отто Рудольф фон и цу Шауенбург |
| Кавалерия       | Азовский драгунский полк                | 400 чел.        | 4 эскадрона     | Иоганн Гейнскин                 |
| Кавалерия       | Архангелогородский драгунский полк      | 400 чел.        | 4 эскадрона     | Отто Рудольф фон и цу Шауенбург |
| Кавалерия       | Белозерский драгунский полк             | 400 чел.        | 4 эскадрона     | Родион Христианович Баур        |
| Кавалерия       | Владимирский драгунский полк            | 400 чел.        | 4 эскадрона     | Родион Христианович Баур        |
| Кавалерия       | Вологодский драгунский полк             | 400 чел.        | 4 эскадрона     | Карл Эвальд фон Ренне           |
| Кавалерия       | Вятский драгунский полк                 | 400 чел.        | 4 эскадрона     | Родион Христианович Баур        |
| Кавалерия       | Ингерманландский драгунский полк        | 400 чел.        | 4 эскадрона     | Карл Эвальд фон Ренне           |
| Кавалерия       | Киевский драгунский полк                | 400 чел.        | 4 эскадрона     | Карл Эвальд фон Ренне           |
| Кавалерия       | Московский драгунский полк              | 400 чел.        | 4 эскадрона     | Отто Рудольф фон и цу Шауенбург |
| Кавалерия       | Нарвский драгунский полк                | 400 чел.        | 4 эскадрона     | Иоганн Гейнскин                 |
| Кавалерия       | Невский драгунский полк                 | 400 чел.        | 4 эскадрона     | Родион Христианович Баур        |
| Кавалерия       | Нижегородский драгунский полк           | 400 чел.        | 4 эскадрона     | Родион Христианович Баур        |
| Кавалерия       | Новгородский драгунский полк            | 400 чел.        | 4 эскадрона     | Карл Эвальд фон Ренне           |
| Кавалерия       | Троицкий драгунский полк                | 400 чел.        | 4 эскадрона     | Иоганн Гейнскин                 |
| Кавалерия       | Пермский драгунский полк                | 400 чел.        | 4 эскадрона     | Иоганн Гейнскин                 |
| Кавалерия       | Рязанский драгунский полк               | 400 чел.        | 4 эскадрона     | Иоганн Гейнскин                 |
| Кавалерия       | Сибирский драгунский полк               | 400 чел.        | 4 эскадрона     | Отто Рудольф фон и цу Шауенбург |
| Кавалерия       | Тверской драгунский полк                | 400 чел.        | 4 эскадрона     | Иоганн Гейнскин                 |
| Кавалерия       | Ярославский драгунский полк             | 400 чел.        | 4 эскадрона     | Карл Эвальд фон Ренне           |
| Кавалерия       | Псковский драгунский полк               | 400 чел.        | 4 эскадрона     | Григорий Семёнович Волконский   |
| Кавалерия       | Санкт-Петербургский драгунский полк     | 400 чел.        | 4 эскадрона     | Григорий Семёнович Волконский   |
| Кавалерия       | Устюжский драгунский полк               | 400 чел.        | 4 эскадрона     | Григорий Семёнович Волконский   |
| Кавалерия       | Ямбургский драгунский полк              | 400 чел.        | 4 эскадрона     | Григорий Семёнович Волконский   |
| Кавалерия       | Каргопольский драгунский полк           | 400 чел.        | 4 эскадрона     | Григорий Семёнович Волконский   |
| Кавалерия       | Ростовский драгунский полк              | 400 чел.        | 4 эскадрона     | Григорий Семёнович Волконский   |

### Артиллерия
Карл XII располагал 41 орудием (30 пушек, 2 гаубицы, 8 мортир и 1 дробовик), однако в сражении с шведской стороны участвовали только 4 орудия. Полагают, что шведы растратили все заряды при осаде Полтавы и остались без зарядов и пороха.
Петер Энглунд пишет, что на вооружении артиллерийского полка под началом полковника Рудольфа фон Бюнау (тяжело ранен в Полтавской битве, умер от ран 1 июля) имелось 28 орудий: 16 3-фунтовых, 5 6-фунтовых, 2 16-фунтовые гаубицы и 5 6-фунтовых мортир. Однако план короля, предусматривающий скрытный подход и неожиданную атаку русского лагеря, исключал использование тяжёлой артиллерии, именно поэтому шведская артиллерия практически не использовалась в битве.
Кроме того, для шведской армии того времени характерна недооценка артиллерии в бою; весь упор делался на мощную атаку каролинеров с использованием холодного оружия.
Напротив, Пётр I уделял огромное внимание артиллерии. В итоге в Полтавской битве превосходство русских в материальной части стало подавляющим. Энглунд описывает участие в бою 102 русских орудий; согласно исследованию П. А. Кротова, орудий в битве было 302.
Часть русских орудий находилась в распоряжении воинских частей; артиллерийский полк (32 орудия) был рассредоточен между полками. Всей русской артиллерией командовал генерал-поручик Я. В. Брюс.

## Накануне
Накануне сражения Пётр I объехал все полки. Его краткие патриотические обращения к солдатам и офицерам легли в основу приказа, требовавшего от воинов биться не за Петра, а за «Россию и российское благочестие…»
В свою очередь, воодушевляя солдат, Карл XII объявил, что завтра они будут обедать в русском обозе, где их ожидает большая добыча.

## Ход битвы

### Выдвижение шведской армии
Около 23:00 накануне битвы спящих шведов разбудили и приказали строиться в колонны. Шведская пехота (18 батальонов под командованием генерала инфантерии А. Л. Левенгаупта) построилась в 4 колонны: генерал-майоров А. Спарре, Б. О. Стакельберга, К. Г. Рооса и А. Лагеркроны.
Шведская кавалерия построилась в 6 колонн; правым её флангом командовал генерал-майор К. Г. Крейц, левым — генерал-майор Х. Ю. Гамильтон. Генерал-майор В. А. Шлиппенбах возглавил передовой кавалерийский отряд (12 эскадронов). Кавалерией командовал фельдмаршал К. Г. Реншильд; ему же раненый король вверил общее командование на поле боя. Ещё 3 кавалерийских и 4 драгунских полка и 3 тыс. казаков оставлены для охраны лагеря и обоза.
Однако шведы задержались с построением в колонны и выходом на исходные позиции. Их приближение заметили русские и открыли по ним артиллерийский огонь. В итоге внезапность была утрачена. Только около 4 часов утра 27 июня (8 июля) (28 июня по шведскому календарю) шведская армия двинулась вперёд.

### Атака шведов на редуты
Шведы вышли на поле перед русскими редутами к рассвету. Для отвлечения внимания 1 тыс. всадников валашской кавалерии атаковали русскую армию с фланга. Шведская пехота атаковала русские редуты, а шведская кавалерия, проскакав между ними — русскую кавалерию, стоявшую лагерем на поле за редутами.
Существуют разногласия относительно численности оборонявшихся в редутах русской пехоты: энциклопедии сообщают о двух батальонах Белгородского полка бригадира С. В. Айгустова. Энглунд сообщает, что в редутах находились Белгородский, Нечаевский и Неклюдовский пехотные полки (около 4 тыс. человек, 14—16 3-фунтовых пушек и несколько более мощных орудий), В. Артамонов — о шести пехотных полках (4730 чел.). Под общим командованием Айгустова находилось 3,8 тыс. человек.
Шведам удалось быстро захватить два первых недостроенных редута № 9 и № 10. Пленных не брали, и их гарнизоны были уничтожены. Однако другие редуты взять с ходу не удалось, и они выполнили главную задачу — атакующие колонны шведов оказались оторванными друг от друга и было нарушено управление войсками.
Тем временем русские драгуны, выстроившись в боевой порядок, под командованием А. Д. Меншикова (в команде были также К. Э. Ренне и Р. Х. Баур) двинулись навстречу шведам. Общепринято, что в первой фазе битвы с русской стороны участвовало 17 драгунских полков (10 тыс. человек при 13 орудиях); П. А. Кротов считает, что здесь сражалась вся русская кавалерия (21 тыс.).
В. А. Молтусов подчёркивает, что кавалерийский бой произошёл на линии поперечных русских редутов, и что именно поддержка кавалерии позволила русским редутам выполнить своё предназначение. Русская конница несколько раз отбила атаки шведской кавалерии, которая потеряла к концу боя 14 знамён и штандартов. Тогда Карл XII приказал шведской пехоте двинуться на помощь кавалерии сквозь линию редутов.
Пётр I приказал своей кавалерии отойти на главную позицию возле укреплённого лагеря. Однако Меншиков не подчинился приказу царя и, желая покончить со шведами у редутов, продолжил бой. Князь сообщил, что разворачивать эскадроны, когда шведская конница находится рядом — опасно. Выдержать медленный темп отхода можно было только при поддержке пехоты. Пётр отказал в присылке пехоты, отозвал Меншикова и вручил командование Р. Х. Бауру (Ренне к этому времени уже был ранен), который приказал коннице отходить. Случилось то, чего опасался Меншиков: всадникам пришлось почти 3 км отрываться полным галопом и проскочить мимо ретраншемента. Сложилось впечатление, что русская кавалерия побежала. Шведская кавалерия организовала преследование, однако К. Г. Реншильд вернул кавалерию назад, боясь оставить пехоту на поле боя без прикрытия.
К 5 часам утра шведская пехота (10 батальонов), пройдя линию редутов, оказалась прямо перед русским укреплённым лагерем, при этом Гренадерский батальон лейб-гвардии понёс большие потери от огня русской артиллерии. Левенгаупт бросил войска в атаку на русский лагерь, но был остановлен приказом отойти к Будищенскому лесу и ожидать возвращения кавалерии и отставшей пехоты.
В это время ядро из русского ретраншемента разбило носилки Карла XII, но сам король не пострадал.
Таким образом, в битве наступила пауза. В шведском лагере царило приподнятое настроение, приближённые поздравляли короля с победой. Шведы полагали, что осталось только добить русскую армию. Часть казаков гетмана И. И. Скоропадского собралась перейти на сторону шведов, но принц Максимилиан Вюртембергский счёл не вправе решать этот вопрос без короля.

### Разгром Рооса
Проход линии редутов привёл в расстройство шведскую пехоту. Особенно это касалось колонны генерал-майора К. Г. Рооса: часть батальонов прошла линию русских укреплений вместе с остальной пехотой Левенгаупта, другая часть осталась штурмовать 3-й русский редут. К штурмующим присоединились батальоны соседних колонн. Всего в отряде Рооса оказалось 6 батальонов.
Неподготовленный штурм 3-го редута шведами (не собираясь штурмовать укрепления, они не заготовили лестницы, фашины, канаты и другое необходимое снаряжение) привёл к большим потерям, особенно в офицерах. Погибли командир Далекарлийского полка полковник Сигрот и командир Йёнчёпингского полка полковник фон Бухвальд, ранен командир Вестерботтенского полка полковник Гидеон Фок. Из 2600 человек в начале боя в отряде Рооса осталось к этому времени около 1500. Отказавшись от штурма редута, Роос приказал отойти к Яковецкому лесу, при этом он потерял из виду главные силы.
Пётр I увидел отрыв части шведской пехоты от основных сил и отправил против неё 5 пехотных батальонов под началом генерал-лейтенанта С. Ренцеля (Тобольский и Копорский полки двухбатальонного состава, а также батальон полка Феленгейма) и 5 драгунских полков генерал-лейтенанта И. Гейнскина.
К отряду Рооса присоединилась кавалерия генерал-майора В. А. Шлиппенбаха, игравшая в начале битвы роль передового отряда. Шлиппенбах отправился на поиск главной армии, но натолкнулся на русскую кавалерию и попал в плен. Это был первый пленный генерал шведской армии в Полтавской битве.
Вскоре и Роос увидел перед собой окружавших его русских. После короткого, но жаркого боя остатки отряда Рооса (к этому времени 300—400 человек) бежали на юг через лес к шведским укреплениям у Полтавы. Здесь отряд укрылся в так называемом «Гвардейском шанце» и вскоре капитулировал перед С. Ренцелем.

### Построение армий перед решающим боем

#### Построение русской армии

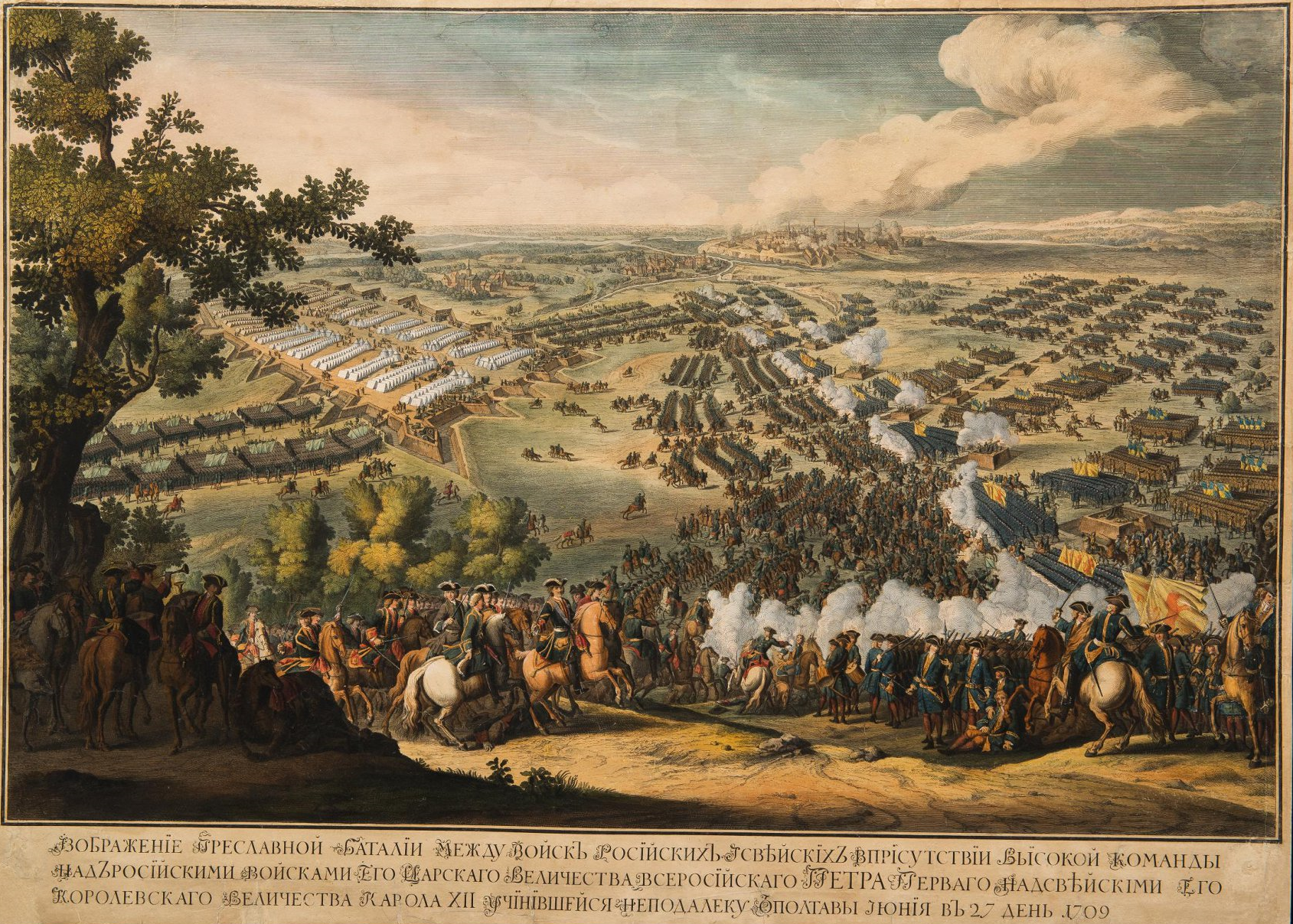
Полтавское сражение. Старинная раскрашенная гравюра

После преодоления линии русских редутов в сражении наступила пауза. Шведская армия приводила себя в порядок; её командование ожидало возвращения своей кавалерии и пехоты и ничего не знало о судьбе отряда Рооса.
Царь Пётр, потеряв шведскую армию из виду и не зная замыслов шведов, начал выводить свои войска из ретраншемента: сначала для удержания линии обороны справа от укрепления (севернее) были поставлены в две линии 13 батальонов, слева (южнее) — 10 батальонов, также в 2 линии.
Около 9 часов утра Пётр вывел 42 батальона из лагеря, оставив в нём 11 батальонов, и построил их в две линии, имея в центре пехоту под командованием генерал-фельдмаршала Б. П. Шереметева и генерала А. И. Репнина, на левом фланге кавалерию генерала А. Д. Меншикова, кавалерией правого фланга командовал Р. Х. Баур (до его прибытия кавалерией командовал бригадир И. Б. Вейсбах). Русской артиллерией командовал генерал-поручик Я. В. Брюс. В лагере был оставлен резерв из девяти пехотных батальонов (генерал-майор И. Я. Гинтер).
И. Ф. Павловский представил следующий боевой порядок противоборствующих войск в решающей фазе сражения:
Боевую часть составили 40 батальонов пехоты, 17 полков кавалерии и вся артиллерия, расположенные впереди и по флангам редута в следующем порядке: дивизия генерал-лейтенанта князя Голицына, в числе 12 батальонов и в составе пехотных полков преображенского, семёновского, ингерманландского и астраханского, расположились на правом фланге боевого порядка под прикрытием 11 полков кавалерии генерал-лейтенанта Бауера; в числе этих частей находился и самый старейший, ныне драгунский, полк, доблестный нижегородский. Начальником правого фланга позиции был назначен генерал-фельдмаршал Шереметев. Генералы Вейсбах, Шомбург и Бем и полковник кн. Долгоруков командовали различными частями боевой линии.
В центре, в две линии, расположились 16 батальонов дивизии кн. Репнина. В составе первой линии вошли 2 батальона гренадер, два батальона киевского полка, два батальона нарвского, один шлиссельбургского, один новгородского и один бутырского. В состав второй линии вошли два батальона белгородского полка и по одному батальону киевского, нарвского, шлиссельбургского, новгородского и бутырского пехотных полков. Начальником первой линии был назначен бригадир Августов, второй — бригадир Феленгейм. Участки позиции, распределенные между бригадирами Нечаевым, Левом и Полонским, находились под командой начальника центра — самого царя, объединявшего в то же время начальство над всеми войсками, находящимися на поле сражения.
Кн. Репнин, оставаясь на позиции и руководя непосредственно действиями своей дивизии, получил еще назначение заменять Петра в случае его отсутствия и принять начальство над всей боевой линией, если бы Шереметев был убит.
Левый фланг составили 12 батальонов дивизии генерала Алларта из полков гренадерского, псковского, сибирского, нижегородского, московского и фон Дельдина, под прикрытием 6 полков конницы генералов князя Волконского и Беллинга и бригадира Бема, под общим начальством над всем левым флангом генерала от кавалерии князя Меншикова. Артиллерия расположилась между полками под общим начальством генерал-лейтенанта от артиллерии Брюса.

Из 9 батальонов, оставленных в лагере, три и части сборных команд, под начальством полковника Головина, направлены были для занятия полтавского Крестовоздвиженского монастыря с назначением войти в связь с гарнизоном крепости Полтавы.
В решающей стадии битвы численность русской кавалерии составила 7709 «нижних чинов» на правом фланге и 4459 на левом (итого 12 168 человек).

#### Построение шведской армии
Фельдмаршал К. Г. Реншильд не поверил, что русские выстроились для боя, и лично выехал, чтобы удостовериться в этом. Однако факт оставался фактом: русские изменили своей «пассивной тактике», стоившей им так дорого при Головчине.
Не дождавшись подхода отряда Рооса, шведская пехота (10 батальонов пехоты; около 4—4,5 тыс. человек) под началом генерала А. Л. Левенгаупта выстроились в одну линию (справа налево):
- 1-й батальон лейб-гвардии
- гренадерский батальон лейб-гвардии
- батальон Скараборгского полка
- батальон Кальмарского полка
- 2-й батальон лейб-гвардии
- 3-й батальон лейб-гвардии
- два батальона Уппландского полка
- батальон Эстгётского полка
- 2-й батальон Нерке-Вермландского полка

Ещё два батальона Вестманландского полка под началом генерал-майора А. Спарре при поддержке драгун Нильса Ельма (Hielm) были направлены на поиск отряда Росса; позже они вернулись на поле боя.
Кавалерия правого фланга (генерал-майор К. Г. Крейц; 52 эскадрона) из-за тесноты на поле боя стала не на фланге, а позади шведской пехоты.
Кавалерией левого фланга по-прежнему командовал генерал-майор Х. Ю. Гамильтон.
Русские стояли так плотно, что разрывы между батальонами составляли около 10 м, причём в эти промежутки выкатывали выдвинутые в боевые порядки орудия. Стараясь построить собственную линию не меньше линии противника, шведы сделали разрывы между батальонами около 50 м. Но русская линия (около 2 км) всё равно превосходила по длине шведскую (1,4—1,5 км).
Однако шведское командование не смущало численное превосходство русских: оно делало ставку на стремительную атаку каролинеров, которая должна была опрокинуть армию противника и обратить в бегство. Кроме того, разница в широте линии могла компенсироваться качественным преимуществом шведов в кавалерии (шведские рейтары против русских драгун).

### Решающий бой

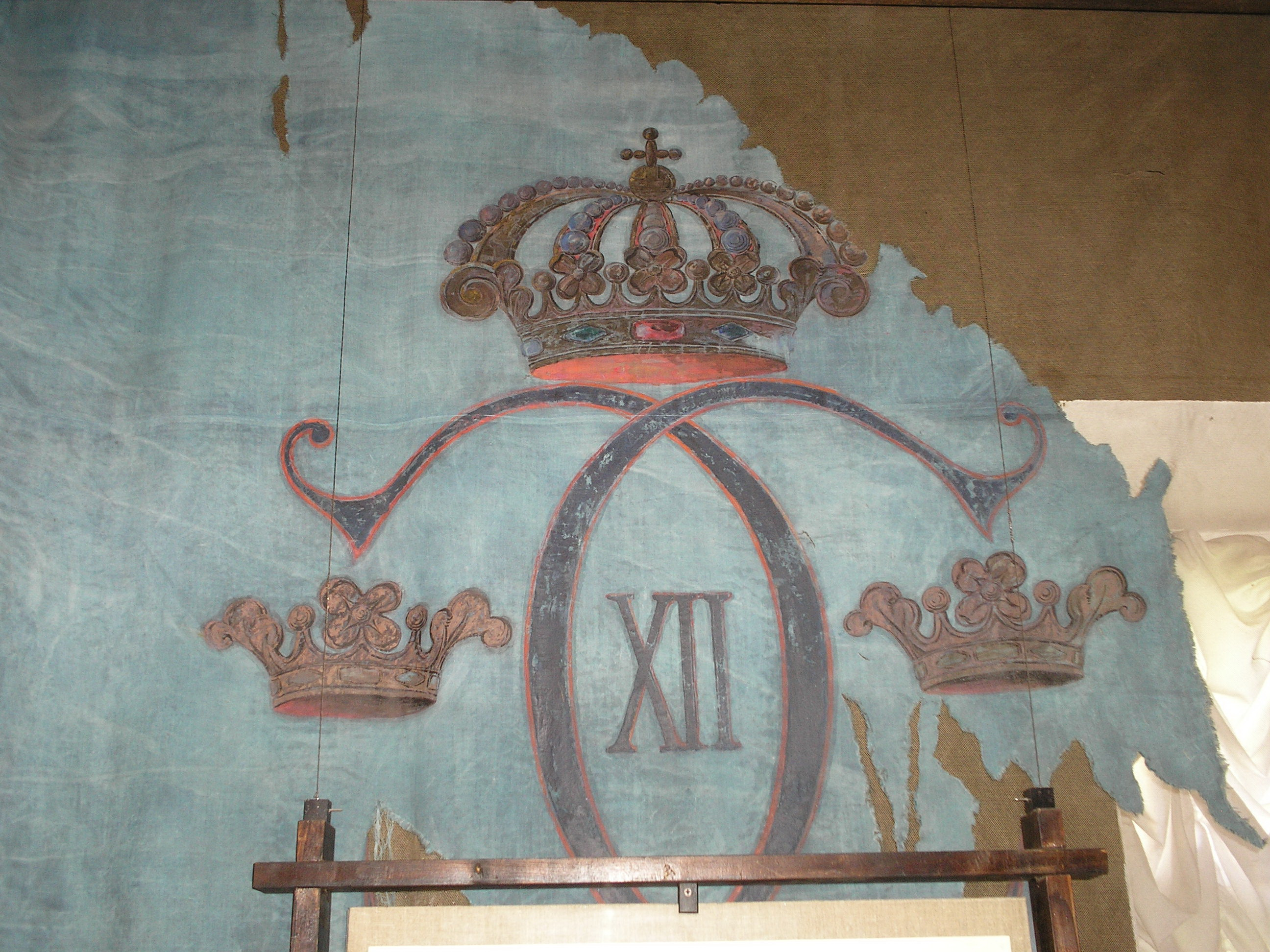
Личный штандарт Карла XII, захваченный во время Полтавской битвы (Петропавловская крепость, Комендантский дом, экспозиция «История Санкт-Петербурга — Петрограда. 1703—1918»)

В 9 часов утра линия шведской пехоты атаковала русскую пехоту. Шведы были встречены артиллерийским огнём, затем противники обменялись ружейными залпами, после чего сошлись в рукопашной схватке.
Шведская кавалерия К. Г. Крейца поддержала атаку своей пехоты; 4 левофланговых русских батальона (Нижегородский и Гренадерский полк бригадира де Бука) вынуждены были стать в каре, но кавалерия А. Д. Меншикова атаковала шведов во фланг, расстроив их атаку.
Воодушевляемое присутствием короля, правое крыло шведской пехоты яростно атаковало левый фланг русской армии. Под натиском шведов первая линия русских войск стала отступать. Напору противника поддались Казанский, Псковский, Сибирский, Московский (дивизии Л. Н. Алларта), а также Бутырский и Новгородский полки левого фланга дивизии А. И. Репнина. В передней линии русской пехоты образовался опасный разрыв боевого порядка: шведы штыковой атакой опрокинули 1-й батальон Новгородского полка, захватили свыше десятка русских орудий, некоторые из них они обратили против противника. Российская историография описывает подвиг царя Петра I, который вовремя заметил это, взял 2-й батальон Новгородского полка и во главе его бросился в опасное место. Прибытие царя положило конец успехам шведов, и порядок на левом фланге был восстановлен.
Пока правый фланг шведской пехоты прорывал фронт русской армии, её левый фланг даже не вступил в соприкосновение с русскими. Напротив, русская пехота правого фланга генерал-лейтенанта М. М. Голицына (самые опытные, в том числе гвардейские полки) атаковала шведскую пехоту и обратила её в бегство. Кавалерия шведского левого фланга не успела поддержать собственную пехоту и вскоре сама была обращена в бегство, при этом командир Нюландского кавалерийского полка полковник Андерс Торстенссон погиб, а генерал-майор Х. Ю. Гамильтон попал в плен.
Бегство пехоты шведского левого фланга обнажило центр боевых порядков. Русская пехота усилила напор на противника, а таявшая тонкая линия шведов сломалась, разрывы между батальонами достигли 100—150 м. Фланги русской армии охватили боевой порядок шведов. Оба стоявших в центре батальона Уппландского полка были окружены и полностью уничтожены (из 700 человек к своим прорвались только 14; погибли полковник Густав Шернхёк (Stiernhook) и подполковник Арендт фон Пост). В бою погибли также полковники Карл Густав Ульфспарре (командир Скараборгского полка), Густав Ранк (командир Кальмарского полка) и Георг Юхан Врангель (командир 2-го батальона Нерке-Вермландского полка). Под натиском русских сил потерявшие строй шведы начали беспорядочное отступление, превратившееся к 11 часам в настоящее бегство.

### Разгром

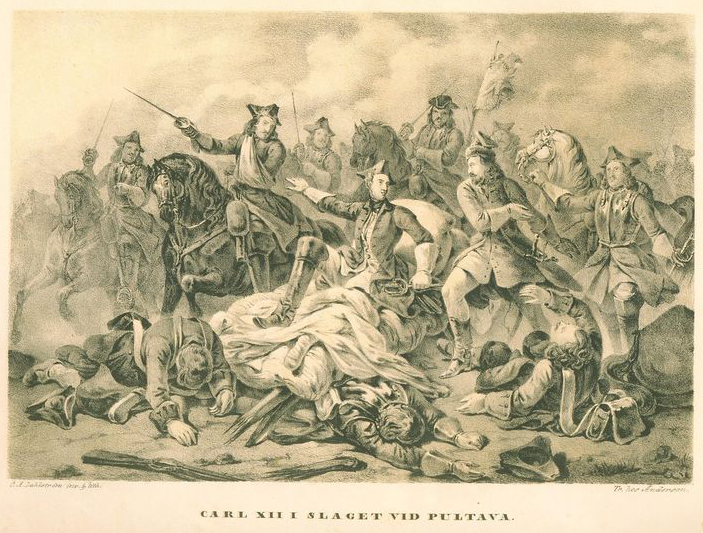
Карл XII во время разгрома под Полтавой. Рис. 1851 г.

Осознав неизбежность поражения, король под охраной драбантов и кавалерии генерал-майора К. Г. Крейца покинул поле боя, при этом проходя назад через линию русских редутов (которые опять заняли русские) охрана короля понесла большие потери. Здесь погиб историограф короля Густав Адлерфельт.
Добравшись до обоза в Пушкарёвке (где находились около 7 тыс. кавалерии и верные Карлу XII казаки), шведская армия начала приводить себя в порядок. Здесь к армии присоединились два полка, которые вели осаду Полтавы (при вылазке А. С. Келина против шведов убит командир Зёдерманландского полка полковник Габриэль фон Вайденхайм), а также несколько полков, стоявших вдоль Ворсклы.
Вечером шведская армия с королём направилась на юг, к переправе через Днепр. К Днепру был послан генерал-квартирмейстер А. Гилленкрок. В арьергарде следовал отряд генерал-майора К. Г. Крузе.
На поле боя были взяты в плен (кроме генералов Шлиппенбаха, Рооса и Гамильтона) фельдмаршал К. Г. Реншильд, генерал-майор Б. О. Стакельберг, принц Вюртембергский, командир Северо-Сконского драгунского полка полковник Густав Горн, командир Эстгётского полка полковник Андерс Аппельгрен, командир собственного драгунского полка полковник Нильс Юлленштерна. Русскими войсками были захвачены 137 знамён и штандартов противника. 1-й министр короля Карл Пипер с двумя государственными секретарями были пленены во время вылазки Полтавского гарнизона. Захвачена была казна короля в 2 млн ефимков. Некоторые из трофеев Полтавской битвы (шведские барабаны, литавры, сигнальные трубы, холодное и огнестрельное оружие, личные вещи Карла XII, брошенные им на поле боя) представлены в настоящий момент в экспозиции Оружейной палаты (зал 4, витрина 29).
Одна дивизия Алларта захватила 22 стяга, в том числе 6 знамён лейб-гвардии и 2 штандарта конногвардейцев и драгунов Ельма.
Ещё звучали звуки боя, а Пётр I вновь построил свою армию и начал праздновать победу. Пленные шведские генералы были приглашены в праздничный шатёр; фельдмаршалу Реншильду и принцу Вюртембергскому были возвращены шпаги. За столом Пётр пил за верность и храбрость шведов и за здоровье своих учителей в ратном деле. На что плененный граф Пипер ответил, что «хорошо же вы отблагодарили своих учителей».

### Преследование
Только вечером в день баталии царь Пётр отправил в погоню 10 драгунских полков Р. Х. Баура и Семёновский лейб-гвардии полк М. М. Голицына, посаженный на лошадей. На следующий день в преследование включился А. Д. Меншиков с ротой лейб-шквадрона.
Карл XII, пытаясь выиграть время, направил навстречу русским генерал-майора Ю. А. Мейерфельдта с посланием: министр Пипер наделялся правом вести переговоры о мире и об обмене военнопленными. Однако эта уловка задержала русских только на 2 часа.
Вскоре остатки шведской армии были настигнуты русскими и блокированы у Переволочной. Здесь на капитуляцию сдались 16 тысяч человек, в их числе 3 генерала (Левенгаупт, Крейц и Крузе), 11 полковников, 16 подполковников, 23 майора, 1 фельдцейхмейстер, 12 575 унтер-офицеров и нижних чинов, а также большое количество некомбатантов, 172 знамени. Вскоре после битвы начались многочисленные казни изменников-казаков.
Карл XII с Мазепой сумели бежать. С ними успели переправиться через реку около 1-1,5 тыс. шведских солдат и 1 тыс. казаков. На переправе у Южного Буга и этот отряд был настигнут и разбит. Шведский король скрылся на территории Османской империи в Бендерах. Однако его отряд, направленный для установления связи со шведскими войсками в Польше генерала Крассова, был разгромлен под Черновцами русским отрядом, а генерал-квартирмейстер А. Гилленкрок попал в плен. Это в итоге привело к началу очередной русско-турецкой войны.

## Потери сторон

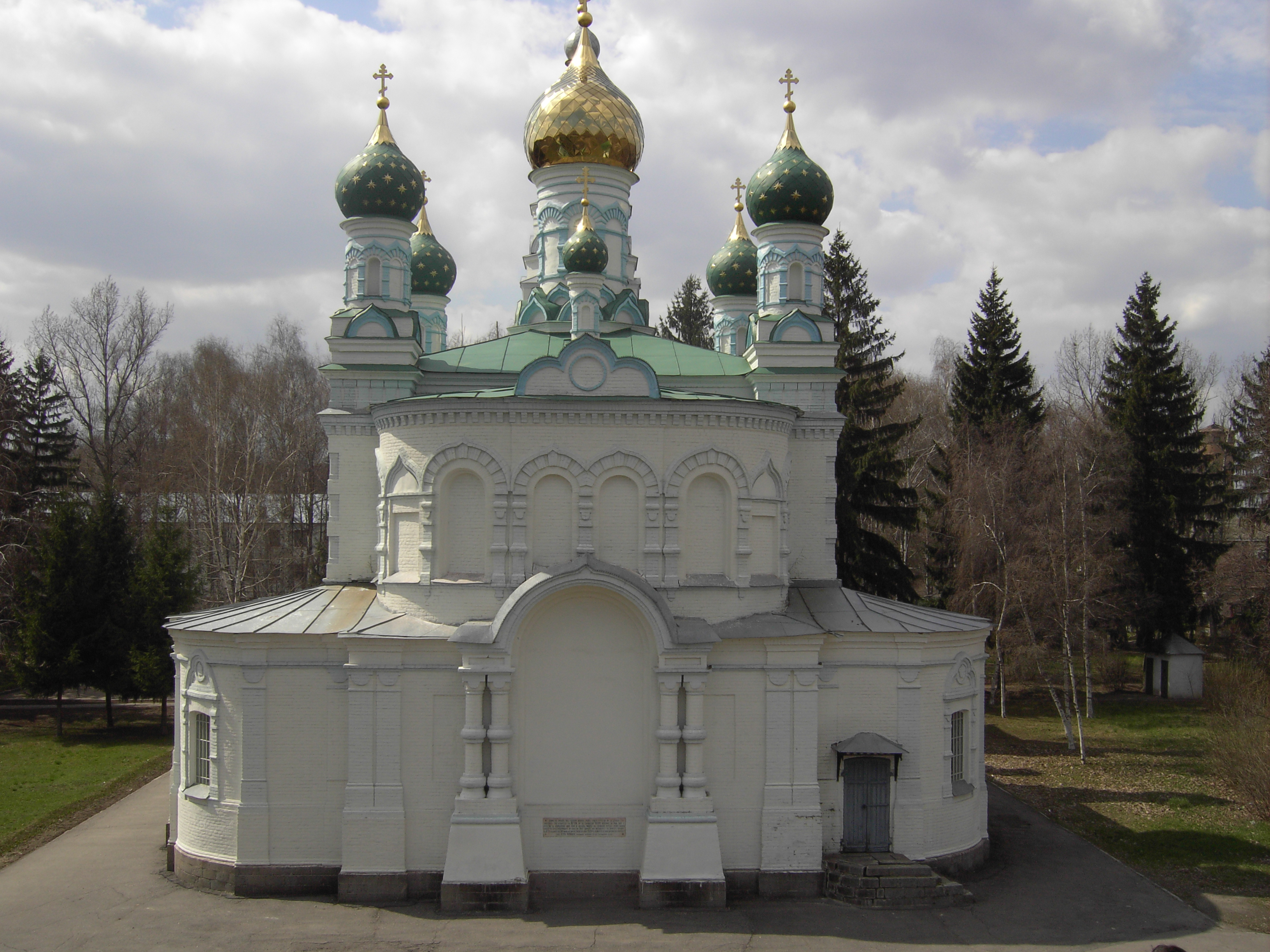
Церковь на месте битвы

Потери шведов в битве составили от 6700 до 9234 убитых солдат и офицеров.
Потери русских составили 1345 человек убитыми и 3290 ранеными. В братской могиле под Полтавой «Погребены бригадир Феленгейм, полковники Нечаев и Лов, подполковник Козлов, майоры Кропотов, Эрнст и Гельд, обер-офицеров 45, капралов и рядовых 1293, всего погребено 1345 человек».
Ранение получили генерал-лейтенант К. Э. Ренне, бригадир Я. Полонский, 5 полковников, 11 штаб- и 94 обер-офицеров.
На поле битвы остались 22 представителя рода Врангелей.

## Итоги

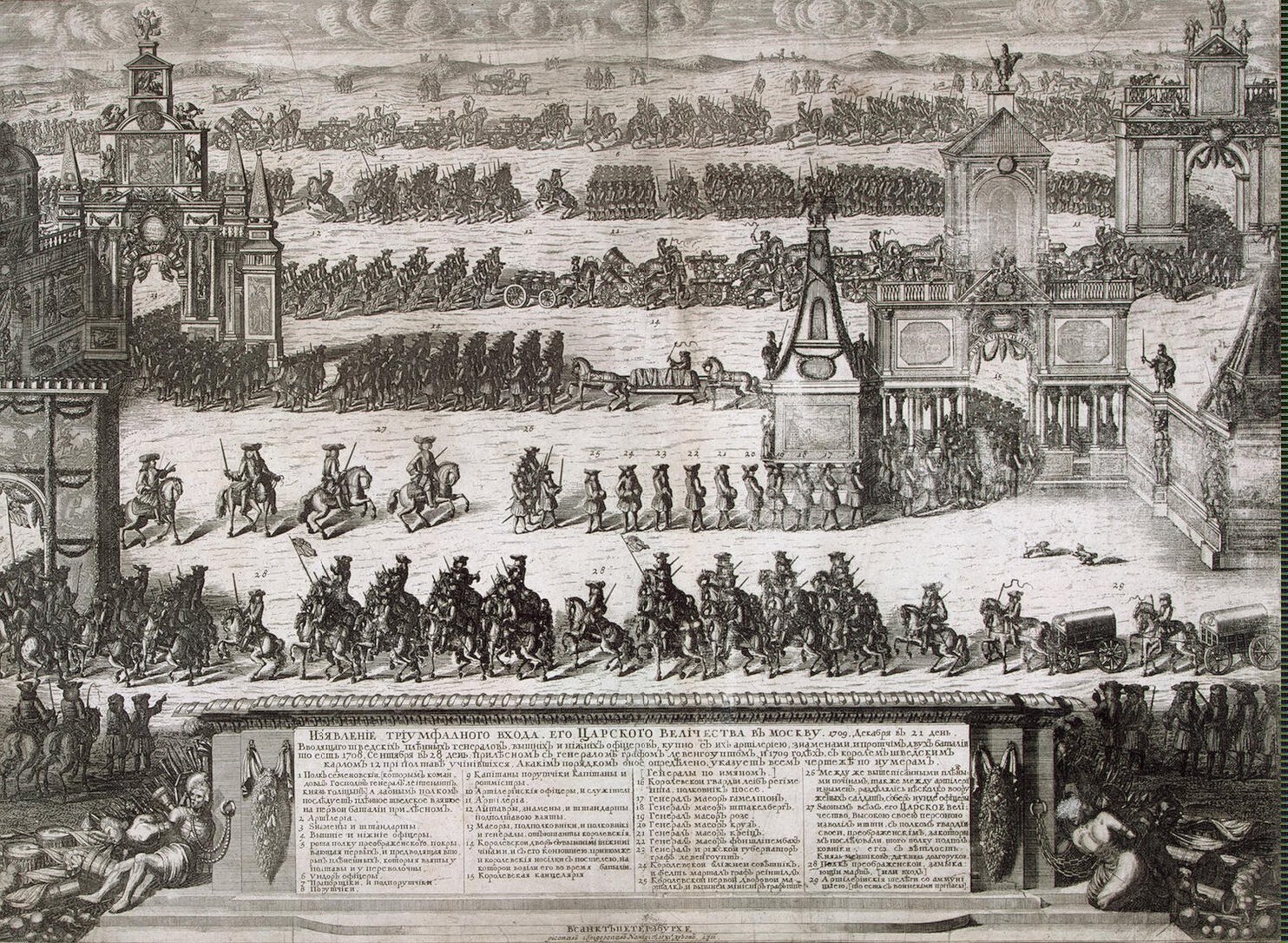
Триумфальный въезд русской армии в Москву

В результате Полтавской битвы армия короля Карла XII была настолько обескровлена, что уже не могла вести активных наступательных действий. Военное могущество Швеции было подорвано, и в Северной войне произошёл перелом в пользу России. На встрече с саксонским курфюрстом Августом II в Торуни был вновь заключён военный союз Саксонии с Россией. Датский король также вновь выступил против Швеции, причём теперь, благодаря приобретённому авторитету, России это не стоило ни денежных субсидий, ни посылки воинского контингента.

### Награждения
За одержанную победу были награждены не только военные, но и гражданские лица:
- Пётр I объявлен был «первым генерал-лейтенантом» и шаутбенахтом «от синего флага».
- Генерал-фельдмаршал Б. П. Шереметев и генералы Р. Х. Баур, М. М. Голицын, И. Гейнскин, Г. С. Волконский одарены поместьями.
- А. Д. Меншиков был произведен в генерал-фельдмаршалы.
- К. Э. Ренне получил чин генерала от кавалерии.
- Генералы А. И. Репнин, Л. Н. Алларт, С. Ренцель и Я. В. Брюс награждены орденом Святого Андрея Первозванного. Этим же орденом и чином тайного советника (геемрата) награждён князь Г. Ф. Долгоруков.
- Г. И. Головкин получил чин канцлера, П. П. Шафиров — подканцлера (вице-канцлера), И. А. Мусин-Пушкин — тайного советника (геемрата).
- Н. Г. фон Верден стал генерал-лейтенантом.
- Бригадир де Бук[40], Алексей Головин, А. С. Келин, С. В. Айгустов, Ф. В. Шидловский, Я. В. Полонский, В. В. Долгоруков, а позже И. Б. Вейсбах произведены в генерал-майоры.
- Иван Головин, Г. П. Чернышев, Г. Бон, Г. С. Кропотов и генерал-адъютант Л. С. Чириков произведены в бригадиры.

В честь битвы были выбиты медали для всех офицеров и солдат, участвовавших в ней.

### Судьба военнопленных
Под Полтавой и Переволочной в плен было взято почти 23 тысячи шведских военнослужащих, из них около 4 тыс. позже вернулись на родину. 8 июля всех пленных шведов опрашивали на предмет поступления на службу царю. В русской армии сформировали два пехотных полка из шведских военнопленных (стояли в Астрахани и Казани). Драгунский полк из шведов участвовал в экспедиции Бековича в Хиву в 1717 году. В некоторых полках, которые начали военную кампанию с тысячным составом, возвратились домой около десятка человек. Ещё в 1729 году, через восемь лет после окончания войны и через двадцать лет после Полтавы, в Швецию продолжали приезжать бывшие пленные. Едва ли не самым последним среди них стал гвардеец Ханс Аппельман: он вернулся в 1745 году, после 36 лет плена. Пленные вначале содержались в крепости Ораниенбаум, затем перевезены в Москву, где 21 декабря 1709 года (1 января 1710 года) прошли по улицам столицы при торжественном въезде Петра I. В этот день по русской столице провели огромное количество военнопленных — 22 085 шведов, финнов, немцев и других, взятых за 9 лет войны.

## Триумф
Как утверждает историк В. А. Артамонов, «Полтавская победа была самым блистательным триумфом петровского времени. Пётр I законно гордился главной битвой своей жизни. „В свете неслыханная виктория“, „русское воскресение“, „начало нашего спасения и благополучия“ — так именовал он её».
Белинский сказал о значении Полтавской битвы: «Полтавская битва была не просто сражением, замечательное по огромности военных сил, по упорству сражающихся и количеству пролитой крови, — нет, это была битва за существование целого народа, за будущность целого государства…»

## Мифы Полтавской битвы
Мифотворчество вокруг Полтавской битвы началось вскоре после её окончания. Литературной обработке подверглась речь Петра перед баталией. Известный текст: «Воины! Вот пришёл час, который решит судьбу Отечества. Итак, не должны помышлять, что сражаетесь за Петра, но за государство, Петру вручённое, за род свой, за Отечество. А о Петре ведайте, что ему жизнь не дорога, только бы жила Россия, благочестие, слава и благосостояние её», — скорее всего, имеет более позднее происхождение (возможно, обработан Феофаном Прокоповичем). Реальная речь была короче: «Делайте, братия, так, как я буду делать, и всё, помощию Всевышнего, будет добро. За победою, после трудов, воспоследует покой».
Пуля, попавшая Петру в шляпу, в мифе превратились в три пули, попавшие в шляпу, седло и нательный крест Петра (последнее призвано сакрализировать участие Петра в битве).
Некоторые мифы были сотворены литератором середины XVIII века П. Н. Крёкшиным, который при описании истории Петра I дополнил известные факты собственными домыслами. Сочинения Крёкшина были использованы И. И. Голиковым в своей истории Петра, откуда вымыслы перекочевали в научную историческую литературу, включая произведения Е. В. Тарле и современных историков. В числе мифов, созданных Крёкшиным:
- Про переодевание солдат Новгородского полка: будто бы Пётр I использовал тактическую уловку и незадолго до битвы переодел опытных солдат Новгородского пехотного полка в неокрашенную форму молодых. Карл XII, зная от перебежчика о том, что форма опытных бойцов отличается от формы молодых, повёл своё войско на молодых бойцов и попал в ловушку.
- Про прорыв линии 1-го батальона Новгородского полка и спасение Петром баталии за счёт ввода в бой 2-го батальона. — В походном журнале Петра I указано, что вторая линия русской пехоты в бой не вступала.
- Про торжественный въезд Петра I в Полтаву на следующий день после битвы и отдание им чести коменданту А. С. Келину. — Согласно походному журналу, царь въехал в Полтаву только в ночь на 30 июня, а наутро отбыл к Переволочной.

## Карты

Этапы Полтавской битвы по Шведской Википедии:
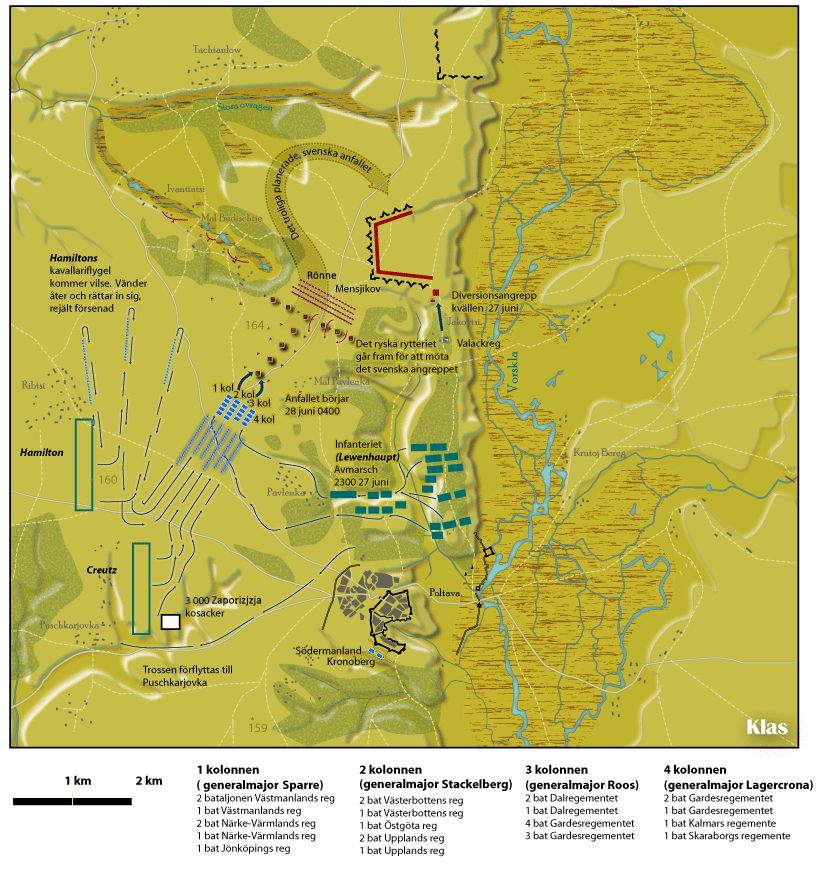
Развертывание и наступление
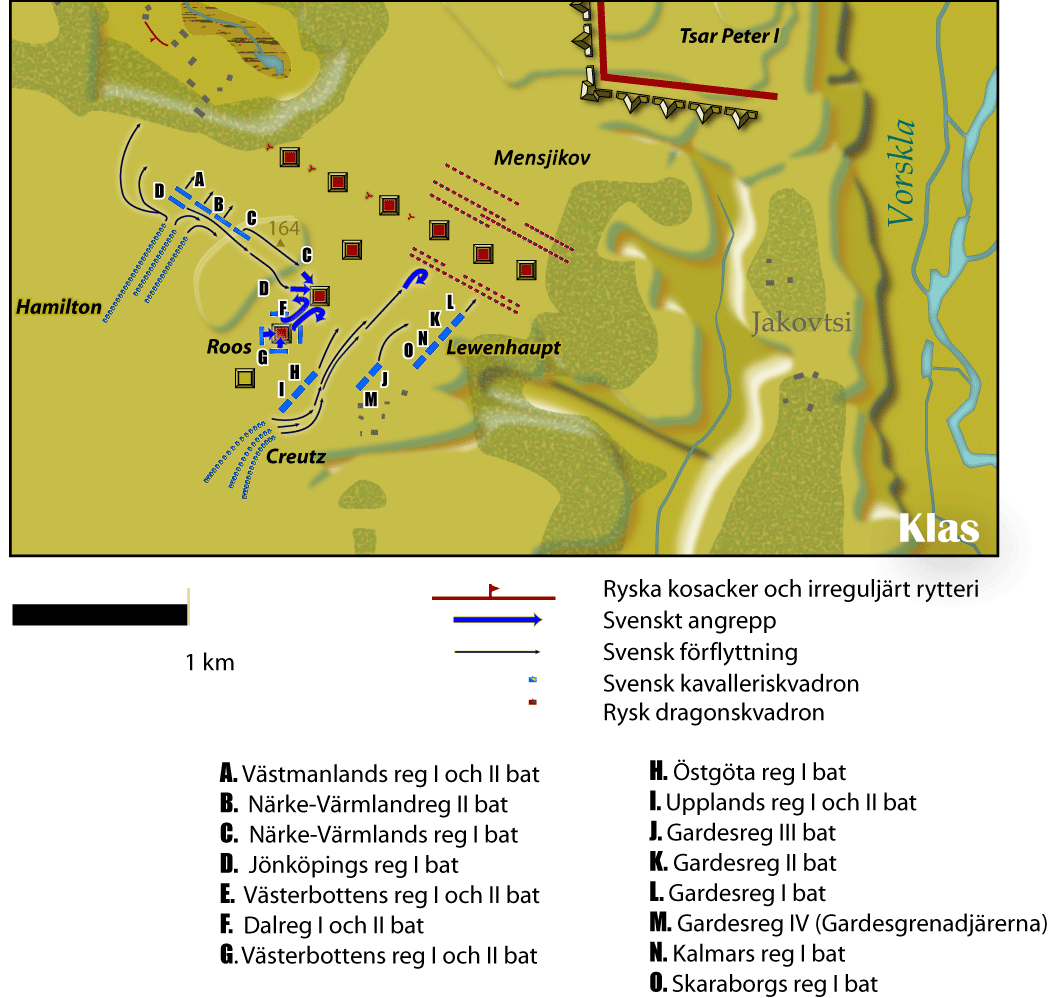
Первая атака на редуты
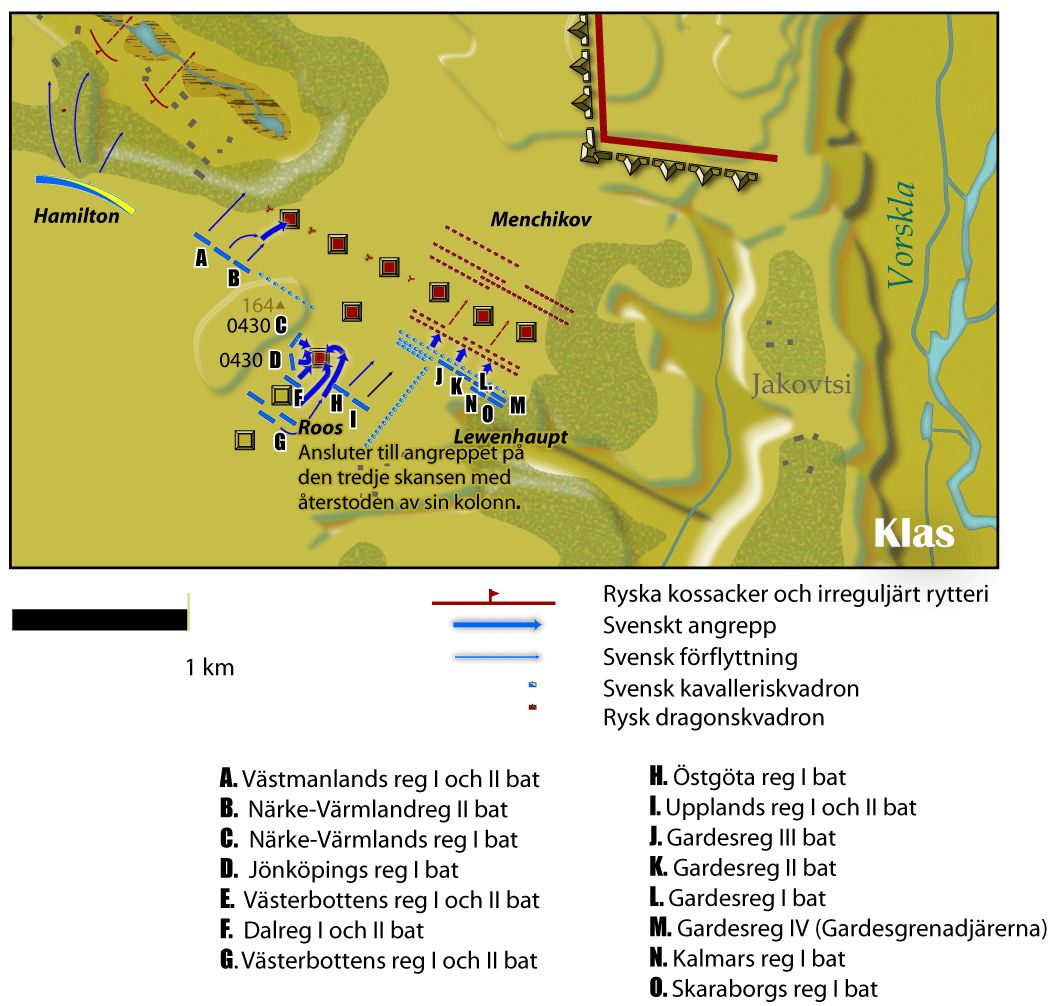
Прорыв сквозь линию редутов - 1
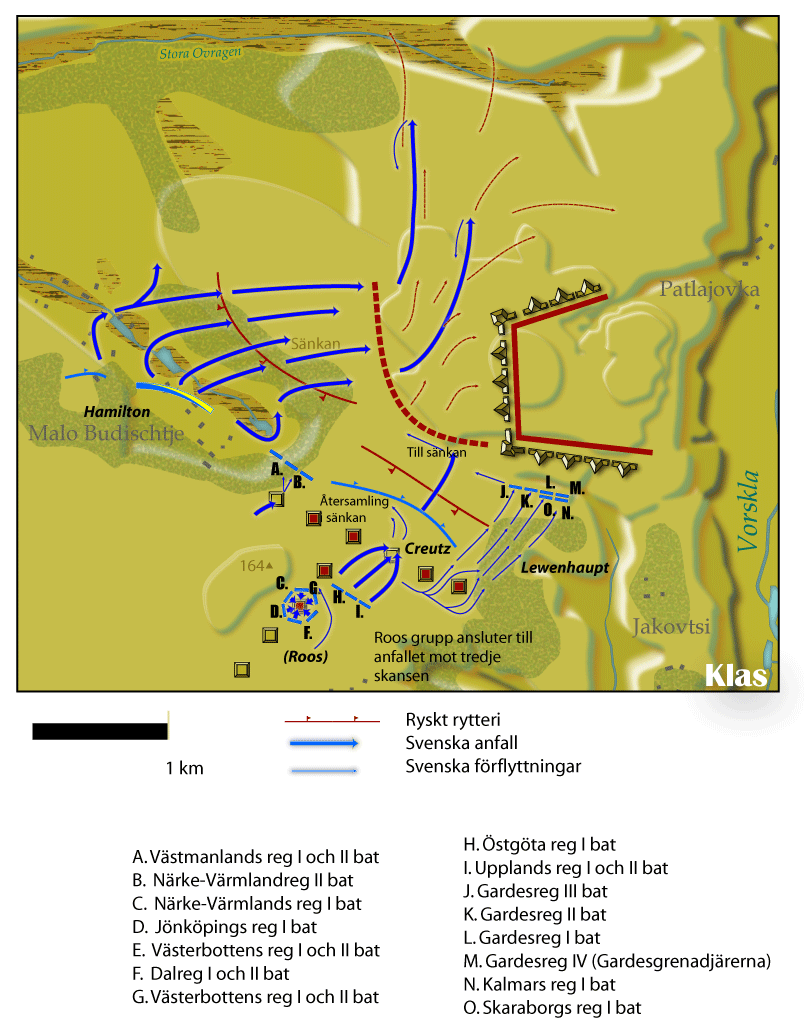
Прорыв сквозь линию редутов - 2
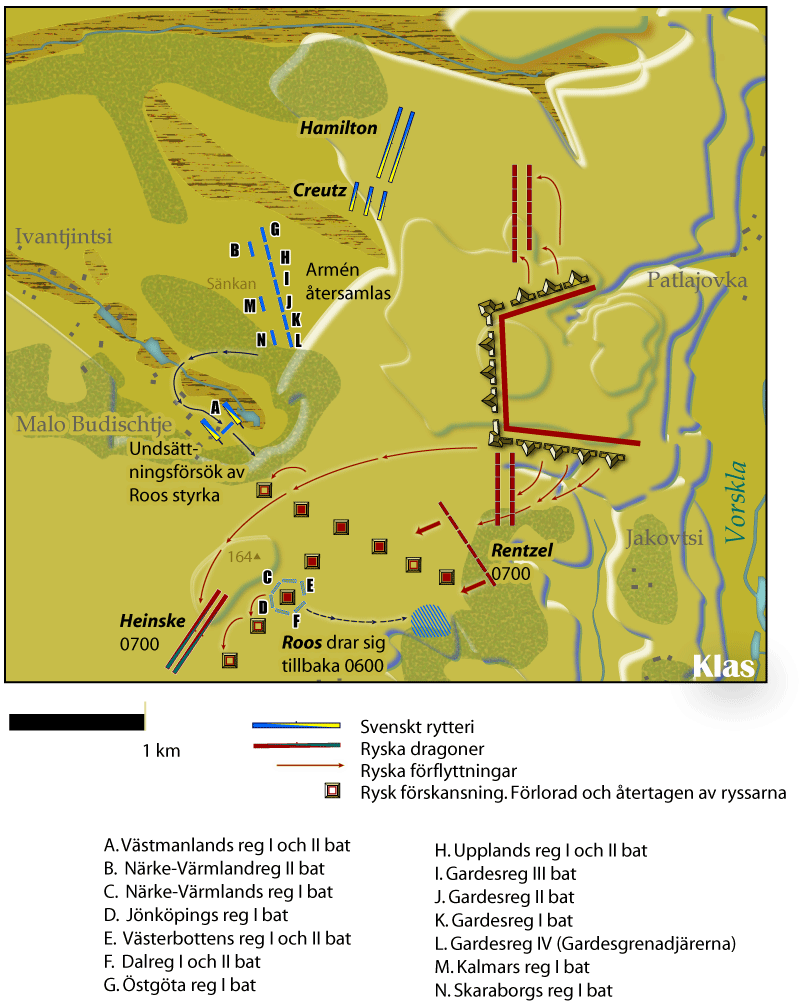
Группа Рооса теряет контакт с основной армией
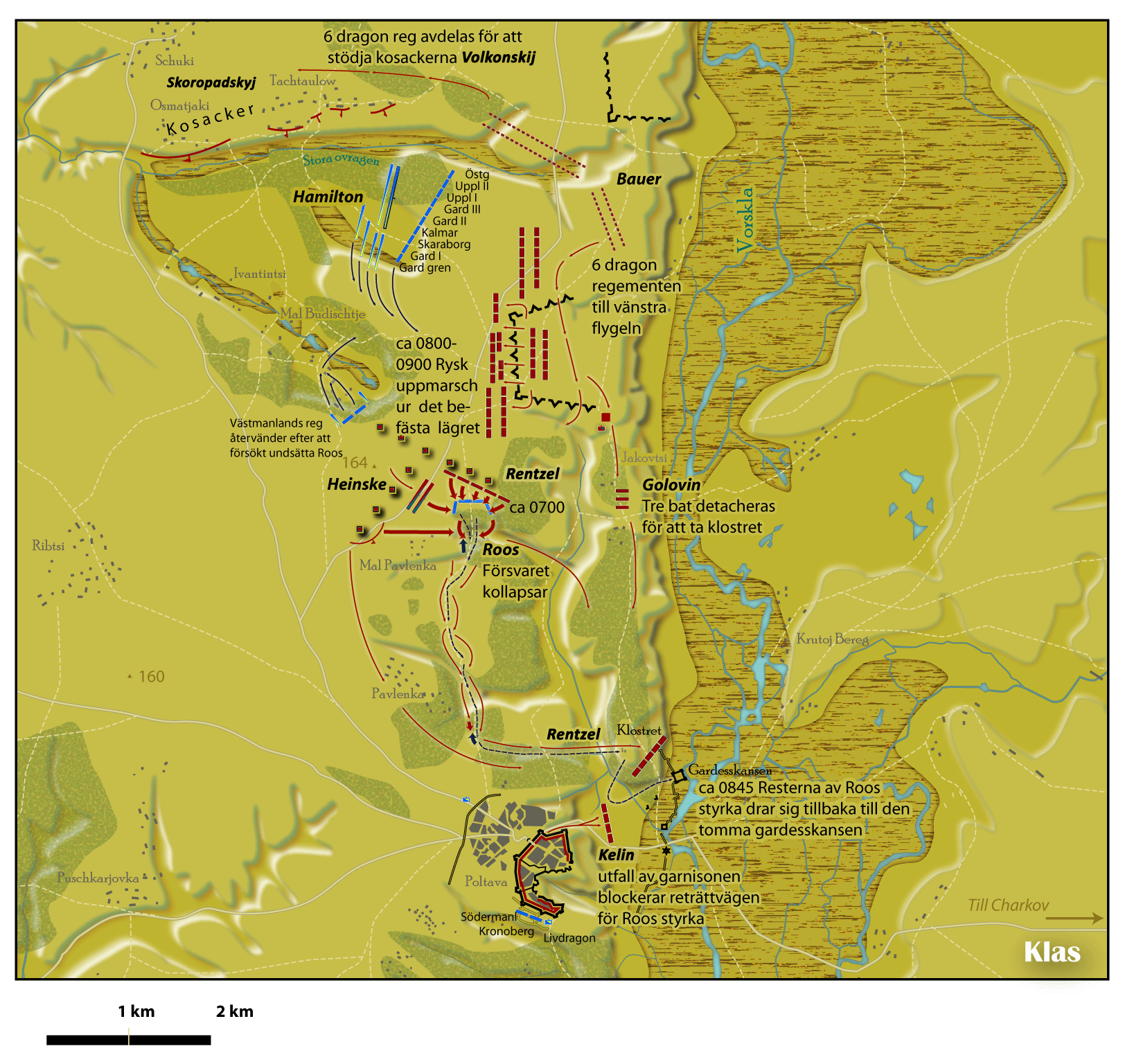
Шведская армия сместилась на север. Группа Рооса разбита
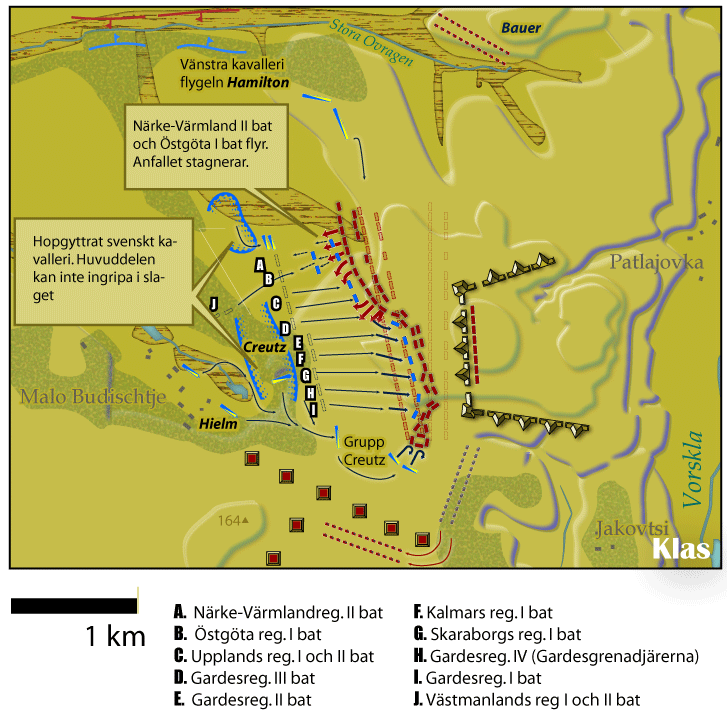
Последующее сражение
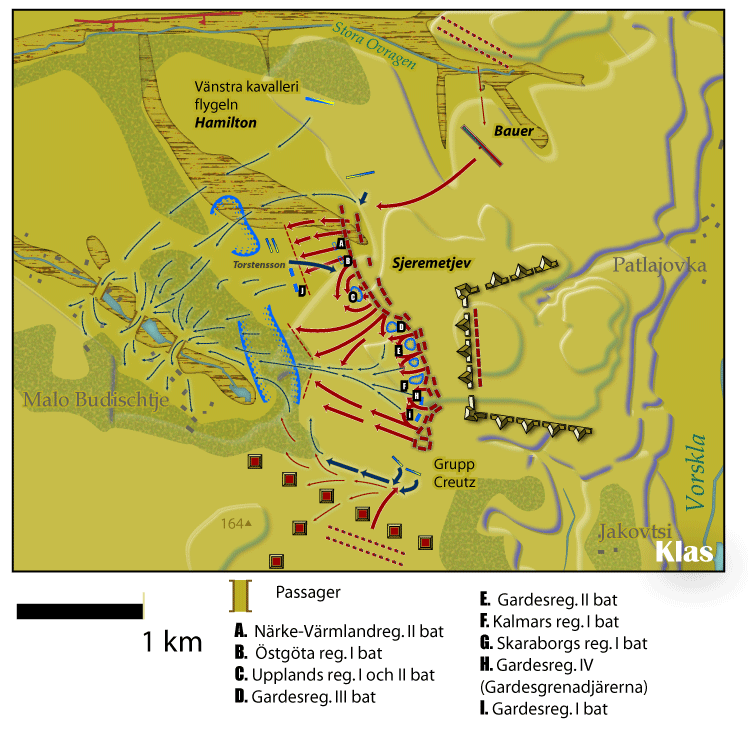
Последняя атака
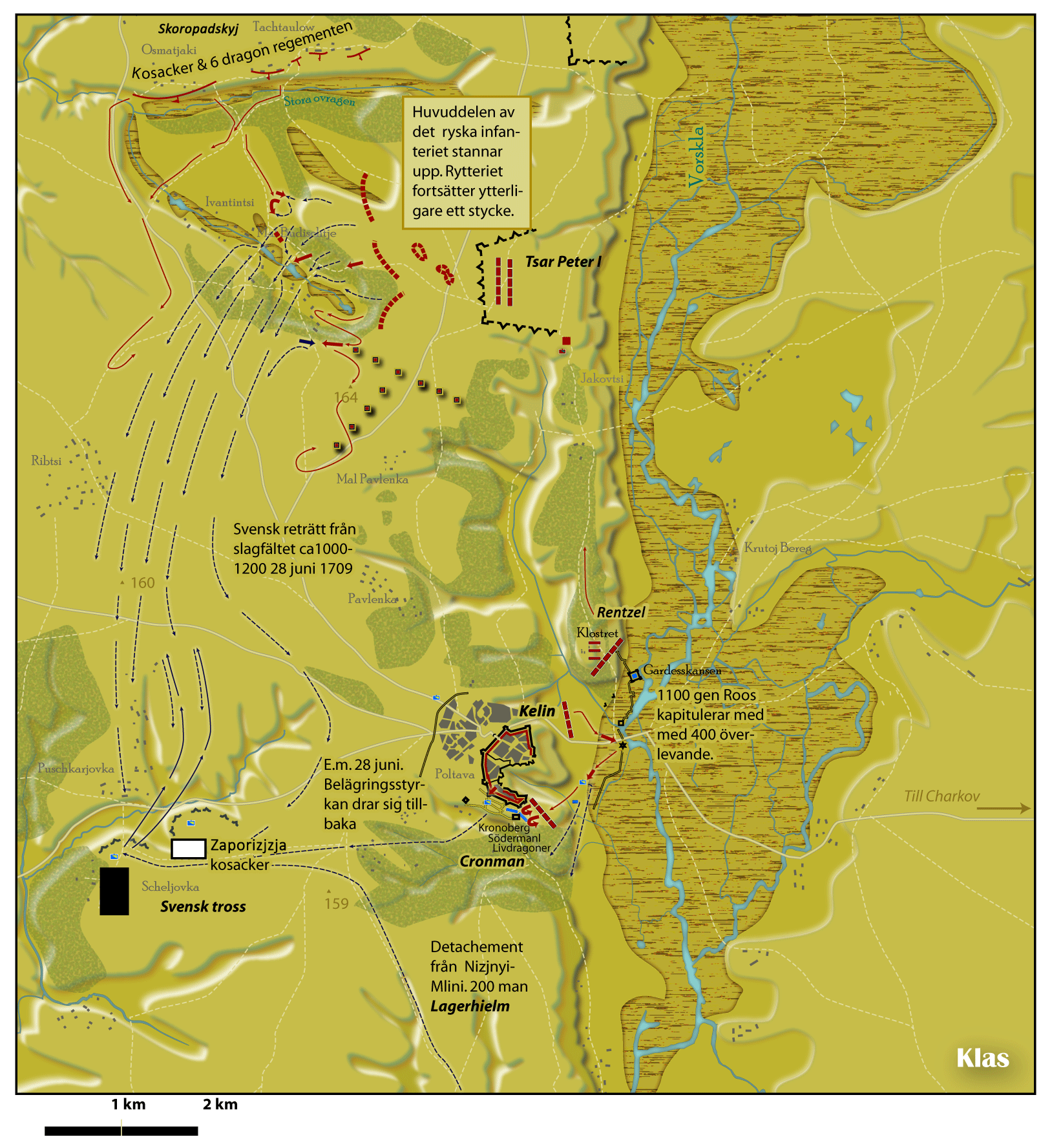
Отступление шведов

## Память о событии

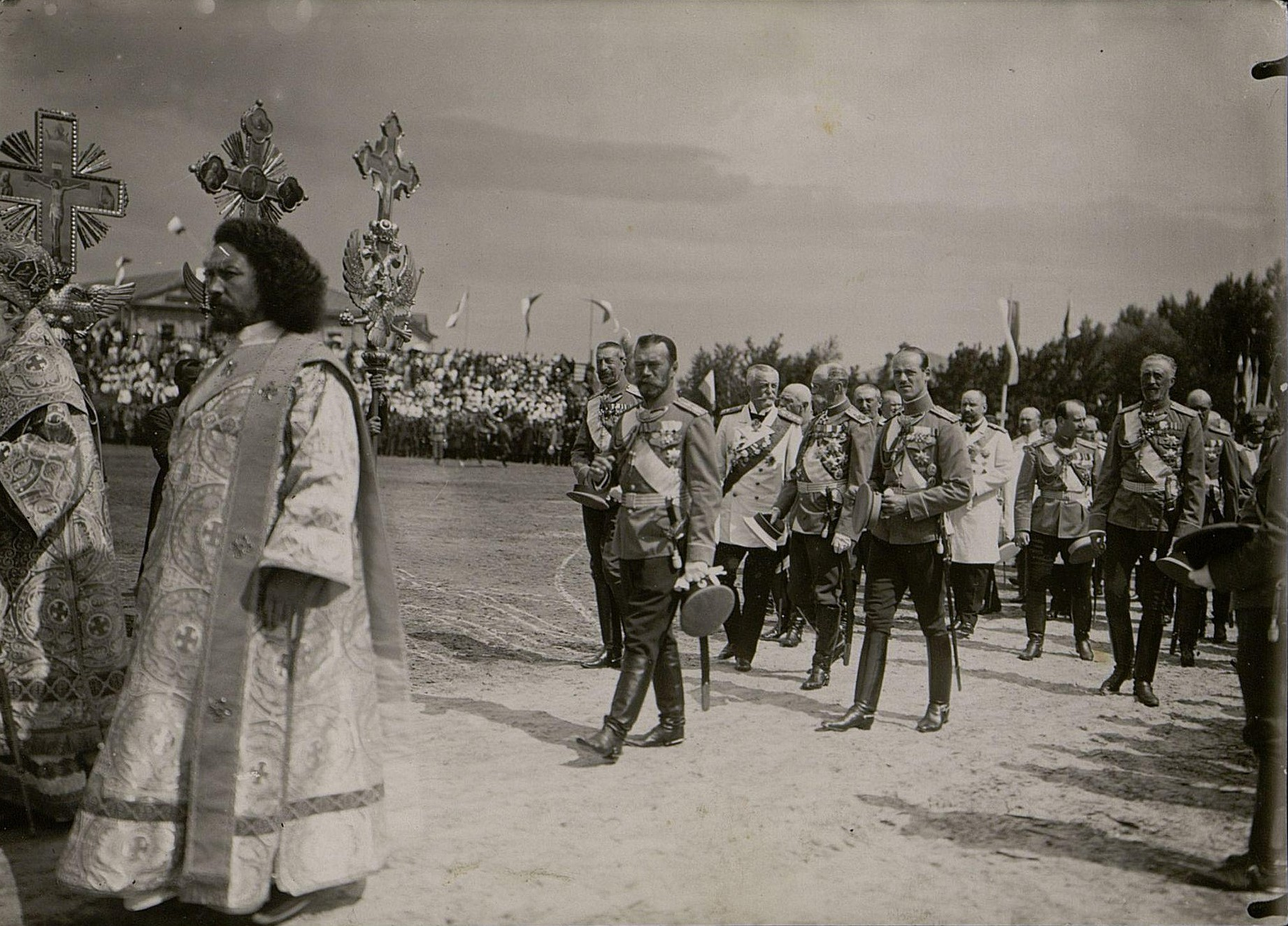
Крестный ход на поле Полтавской битвы с участием Николая II. 1909 год

Музей-заповедник «Поле Полтавской битвы»

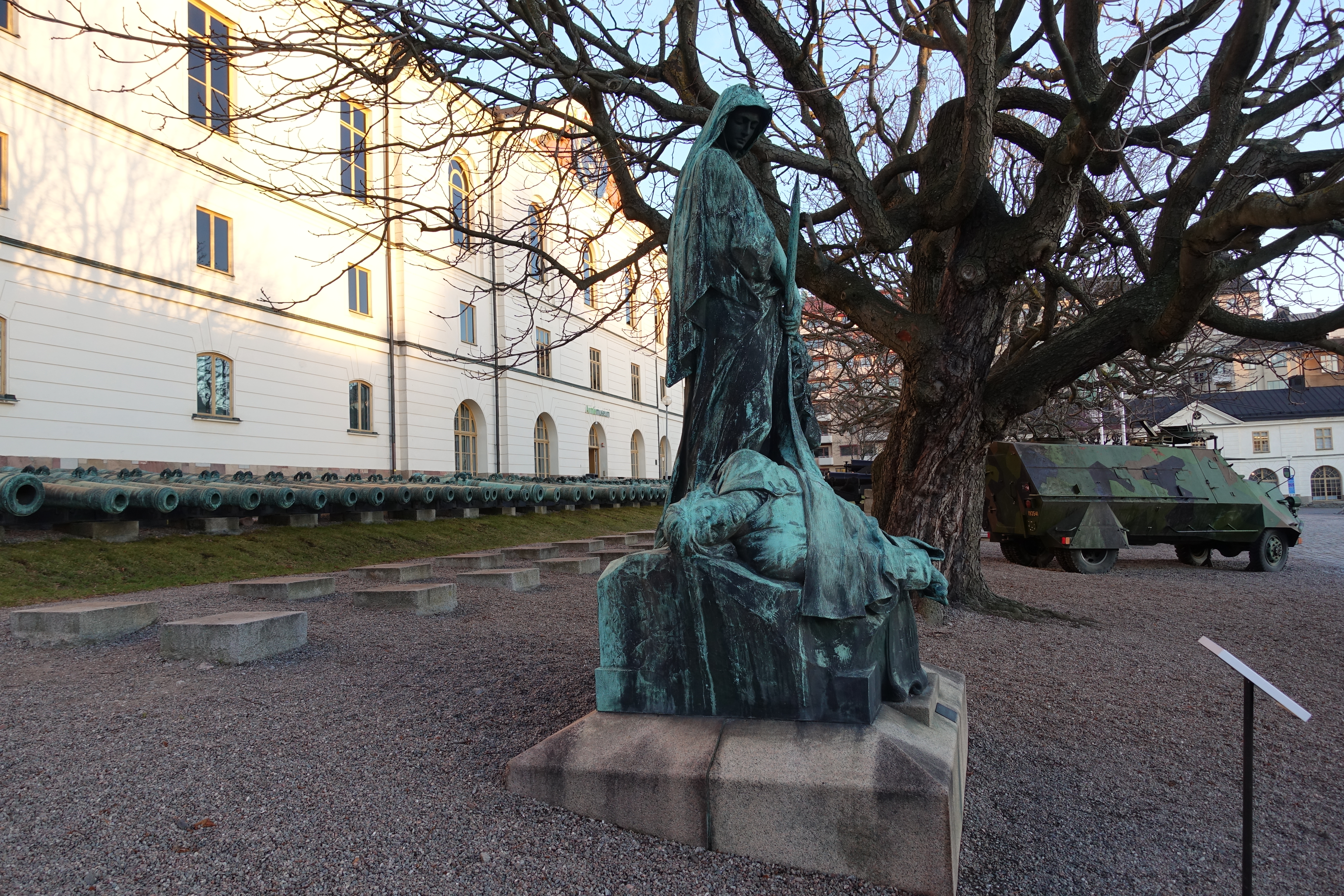
Монумент Полтавской битве в Стокгольме, Швеция

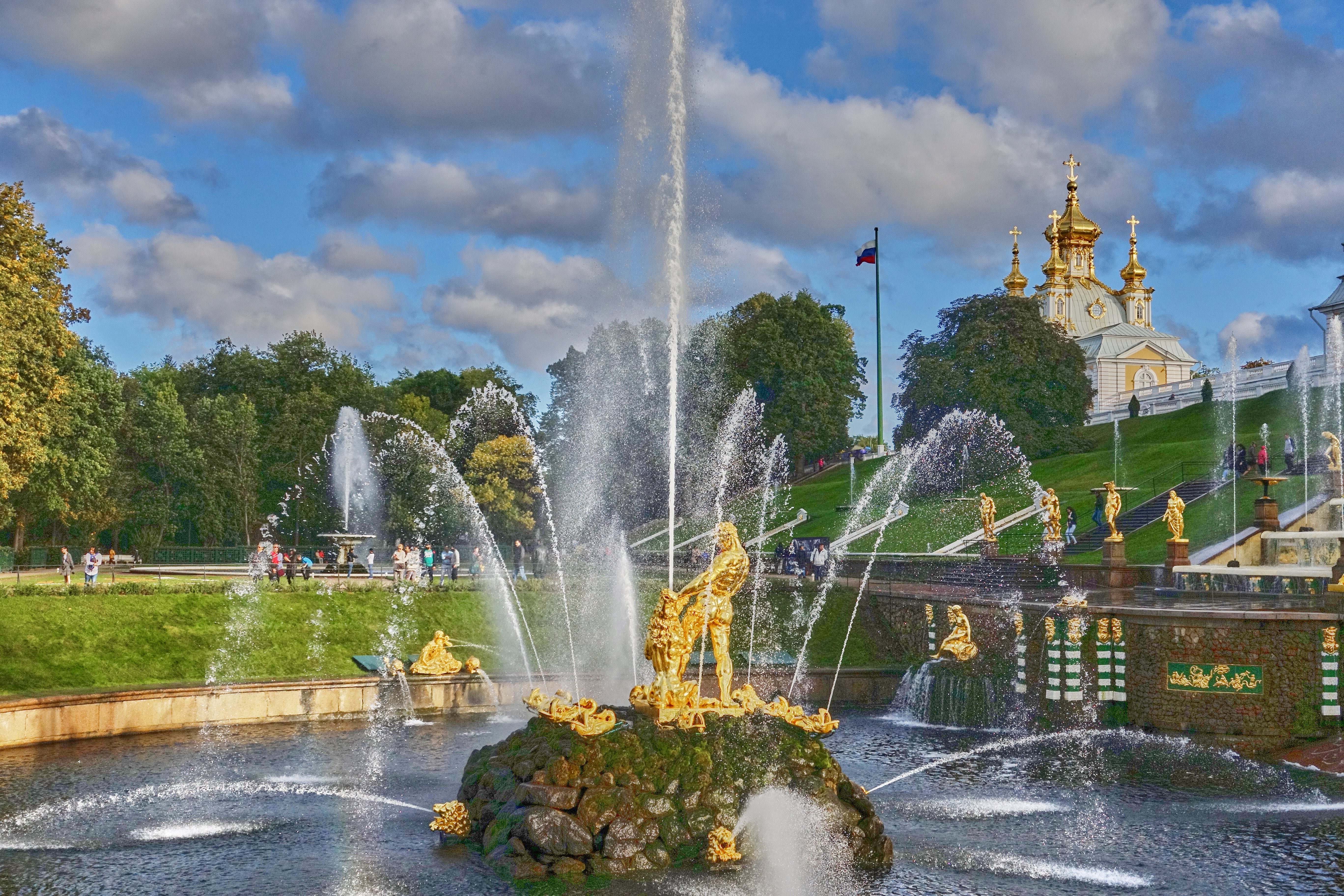
Самсон, символизирующий Петра I, разрывает пасть льву, символизирующему Швецию

Вскоре после победы, в декабре 1709 года, Пётр I заложил в Санкт-Петербурге линейный корабль «Полтава» (позже имя «Полтава» носили ещё несколько боевых кораблей русского флота); в 1710 году там же в Санкт-Петербурге в честь битвы, состоявшейся в день святого Сампсона Странноприимца, построена Сампсониевская церковь (позже перестроена в Сампсониевский собор).
В России и Европе было изготовлено более 200 памятных медалей, посвященных Полтавскому сражению. На медали, изготовленной медальером Ф. Г. Мюллером, вокруг рельефного изображения Петра на вздыбленном коне выбита цитата из Овидия — «Нам позавидуют в сей славе».
К 25-летнему юбилею битвы в 1735 году в Петергофе была установлена скульптурная группа «Самсон, разрывающий пасть льву», созданная по проекту Карло Растрелли. Лев ассоциировался со Швецией, герб которой содержит этого геральдического зверя.
Само поле Полтавской битвы длительное время никак не отмечалось. Хотя Пётр распорядился построить на месте сражения мужской монастырь и воздвигнуть каменную пирамиду, однако в условиях военного времени ограничились деревянным крестом. Первый памятник на поле битвы построен частным лицом в 1778 году на месте гибели его отца. И только в 1852 году там же заложена Сампсониевская церковь.
Несмотря на то, что первое празднование победы под Полтавой в России состоялось уже в 1710 году, а с 1739 года день Полтавской битвы формально считался праздничным, отмечали его лишь эпизодически. Накануне войны с Турцией в 1787 году Г. А. Потёмкин устроил для Екатерины II грандиозные манёвры на Полтавском поле, воспроизводя события битвы. Следующие «мемориальные манёвры» провёл император Александр I в 1817 году. В 1812 году, во время Отечественной войны, он же в манифесте напомнил российской армии о победе под Полтавой.
Крупное празднование было организовано к 200-летию Полтавской битвы в 1909 году: учреждена медаль «В память 200-летия Полтавской битвы», на месте битвы основан музей-заповедник «Поле Полтавской битвы» (ныне Национальный музей-заповедник), на территории которого построен музей, установлены памятники Петру I, русским и шведским воинам, на месте лагеря Петра I и другие.
При Советской власти о Полтаве надолго забыли. В 1939 году попытка отметить 230-летний юбилей ограничилась ремонтом памятников на поле битвы. Только в 1950 году был открыт музей истории Полтавской битвы; в 1981 году, при подготовке к 275-летию битвы, Полтавское поле объявлено государственным историко-культурным заповедником. Советская историография с конца 1930-х годов рассматривала Полтавскую битву в ключе пропаганды патриотизма и мифа о непобедимости России и русской армии, часто увязывая её со сражениями Отечественной и Великой Отечественной войн, а также с послевоенной советской национальной политикой; так, в официальном буклете музея, выпущенном в 1954 году, Полтавская битва характеризуется как «общая победа русского, украинского и белорусского народов» и, в частности, русской армии. При этом советское правительство запрещало контакты сотрудников заповедника со шведской стороной.
Есть противоположные мнения по поводу памяти Полтавской битвы. Так, по мнению историка А. Б. Каменского, несмотря на все усилия властей, битва в далёкой Гетманщине так и не заняла места в коллективной памяти русского народа. Историк отмечает, что даже мемуаров военных, участвовавших в Полтавской битве, не осталось, а оценивая эпоху Петра, российские мыслители XIX века (за исключением Петра Вяземского, пытавшегося сделать слово «Полтава» символом всех российских военных побед) редко обращали внимание на Полтавскую битву.
В свою очередь, историк Н. И. Павленко писал: «Северная война на века сохранилась в народной памяти. От того времени осталось немало песен, посвящённых отдельным эпизодам долголетней эпопеи… но центральное место среди них занимает Полтавская баталия… Выразительнее и лаконичнее всего происшедшее под Полтавой передаёт пословица, имеющая хождение и в наши дни: „Пропал, как швед под Полтавой“».

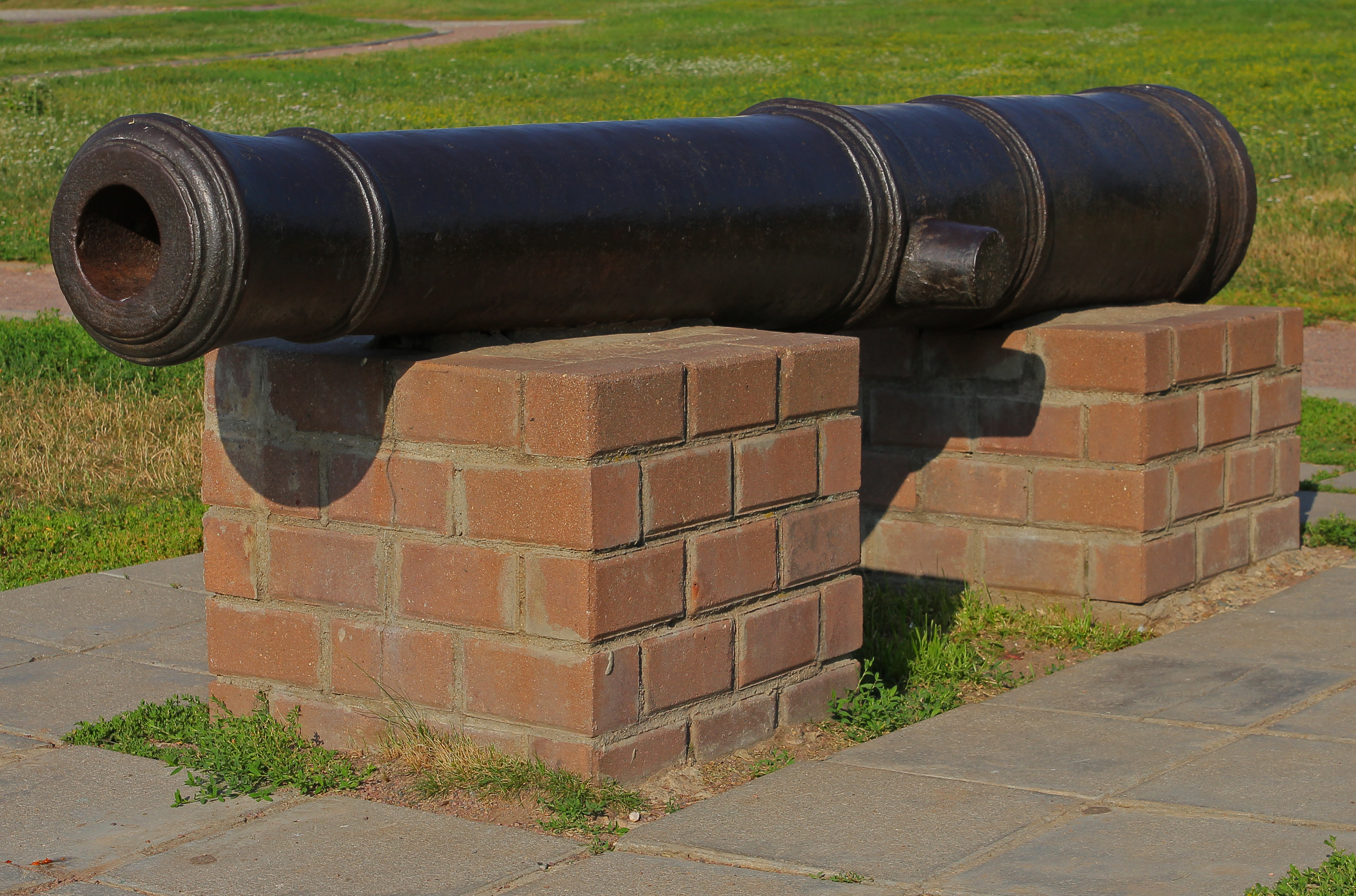
Москва. Коломенское. Ствол орудия, участвовавшего в Полтавской битве

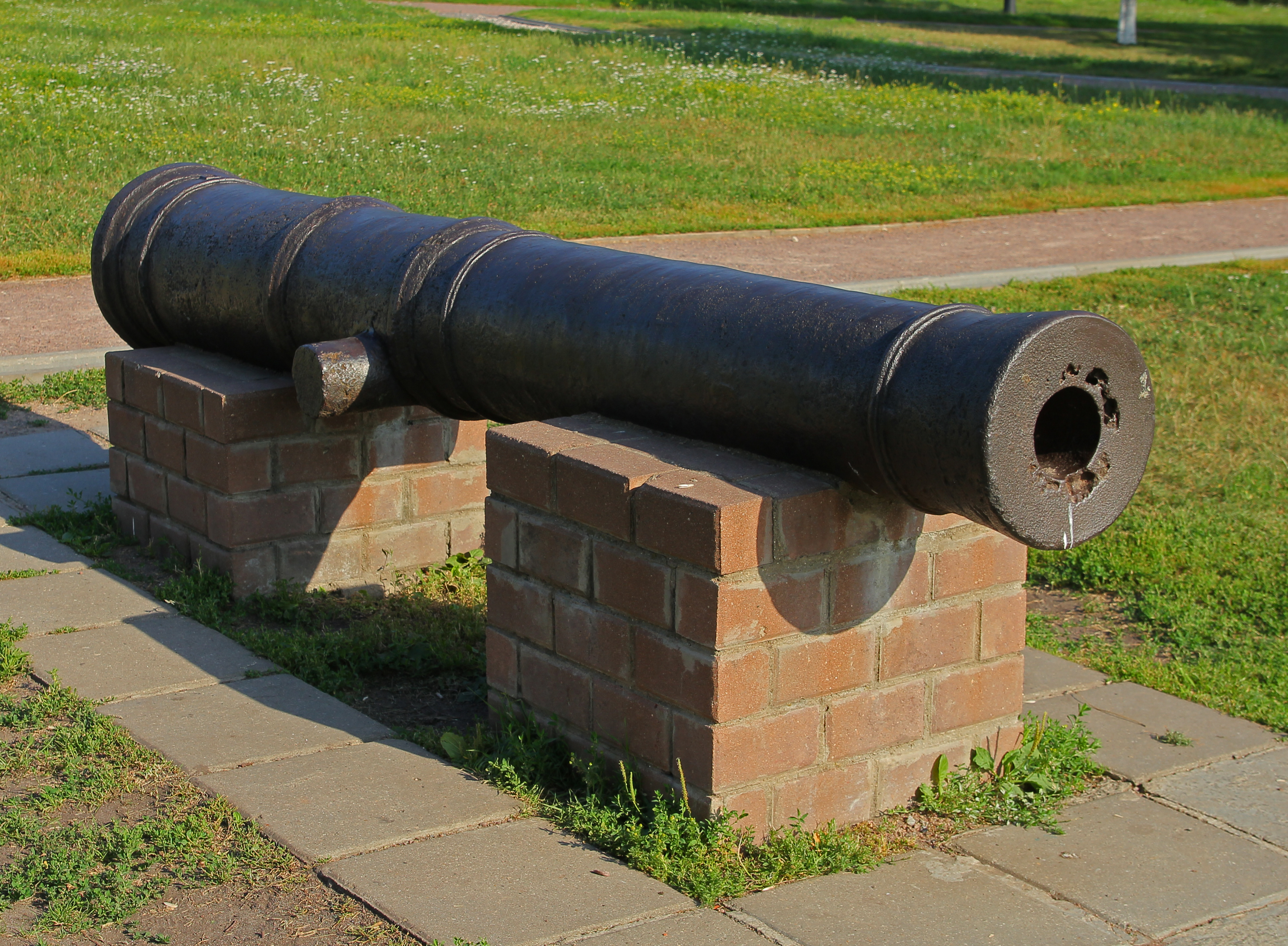
Москва. Коломенское. Ствол орудия, участвовавшего в Полтавской битве

Историк Гидо Хаусманн характеризует Полтаву как «имперское место памяти» для России, отмечая, что в концепции Полтавского историко-культурного заповедника украинская и шведская точки зрения представлены в недостаточной степени. В 2009 году, в день 300-летия битвы, состоялось торжественное открытие на месте сражения Ротонды примирения, увековечивающей память погибших в Полтавском бою солдат всех армий. Однако планы украинского правительства воздвигнуть рядом с памятником Петру I монументы Карлу XII и Ивану Мазепе посол РФ на Украине Виктор Черномырдин сравнил с гипотетическим памятником Гитлеру.
В шведской исторической памяти Полтавская битва характеризуется преимущественно положительно как ознаменовавшая окончание для Шведского королевства эпохи империализма и превращение Швеции в «обычное малое европейское государство».
Русский мыслитель XIX века В. Г. Белинский высоко оценивал значение Полтавской битвы: «Россия громами Полтавской битвы возвестила миру о своем приобщении к европейской жизни, о своем вступлении на поприще всемирно-исторического существования».

### День воинской славы
Федеральный закон от 13 марта 1995 года № 32-ФЗ «О днях воинской славы и памятных датах России» установил день воинской славы 10 июля — День победы русской армии под командованием Петра Первого над шведами в Полтавском сражении. В действительности сражение произошло 27 июня (8 июля) 1709 года. Дата 10 июля является ошибочной и не соответствует общепринятой в научном мире хронологии.

### Памятники вПолтаве
- Монумент Славы.
- Памятник на месте отдыха Петра I после битвы.
- Памятник полковнику Келину и доблестным защитникам Полтавы.

### В фольклоре
В русском языке сохранилось устойчивое выражение «как швед под Полтавой», означающее полный неуспех без надежды на спасение («пропал как швед под Полтавой», вариант: «бит как …»).

### В художественной литературе
- А. С. Пушкин, «Полтава» (первоначально поэт хотел дать поэме название — «Мазепа», так как задумал её, как ответ одноимённой поэме Джорджа Байрона).
- В романе «Полтавская перемога» Олега Кудрина (шорт-лист премии «Нонконформизм-2010», «Независимая газета», Москва) событие было «переиграно» в жанре альтернативной истории.
- Поэт Иосиф Бродский в 1991 году написал стихотворение, посвящённое Полтавской битве[61].

### В музыке
Первые музыкальные произведения, посвящённые победе, появились уже в петровское время.
- Шведская хеви-пауэр метал группа Sabaton посвятила Полтавскому сражению свою песню «Poltava» с альбома Carolus Rex. Песня была записана в двух вариантах: на английском и шведском языках.
- Опера П. И. Чайковского «Мазепа» по поэме А. С. Пушкина «Полтава» (1883).
- Музыкант Олег Абрамов, известный под псевдонимом Radio Tapok, посвятил событиям в Полтаве песню «Гвардия Петра»

### Изображения

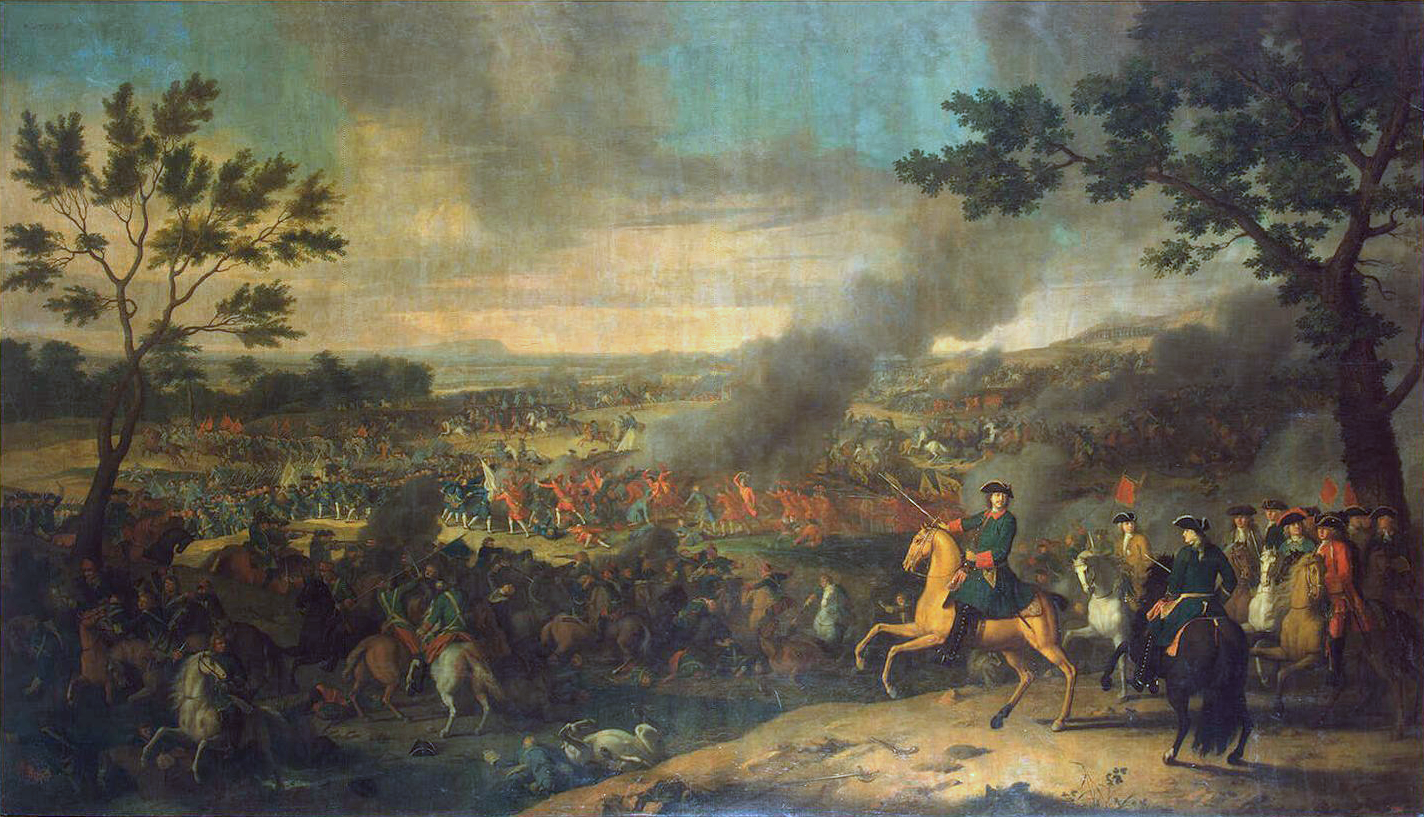
Л. Каравак. «Пётр I в Полтавской битве» (1718)
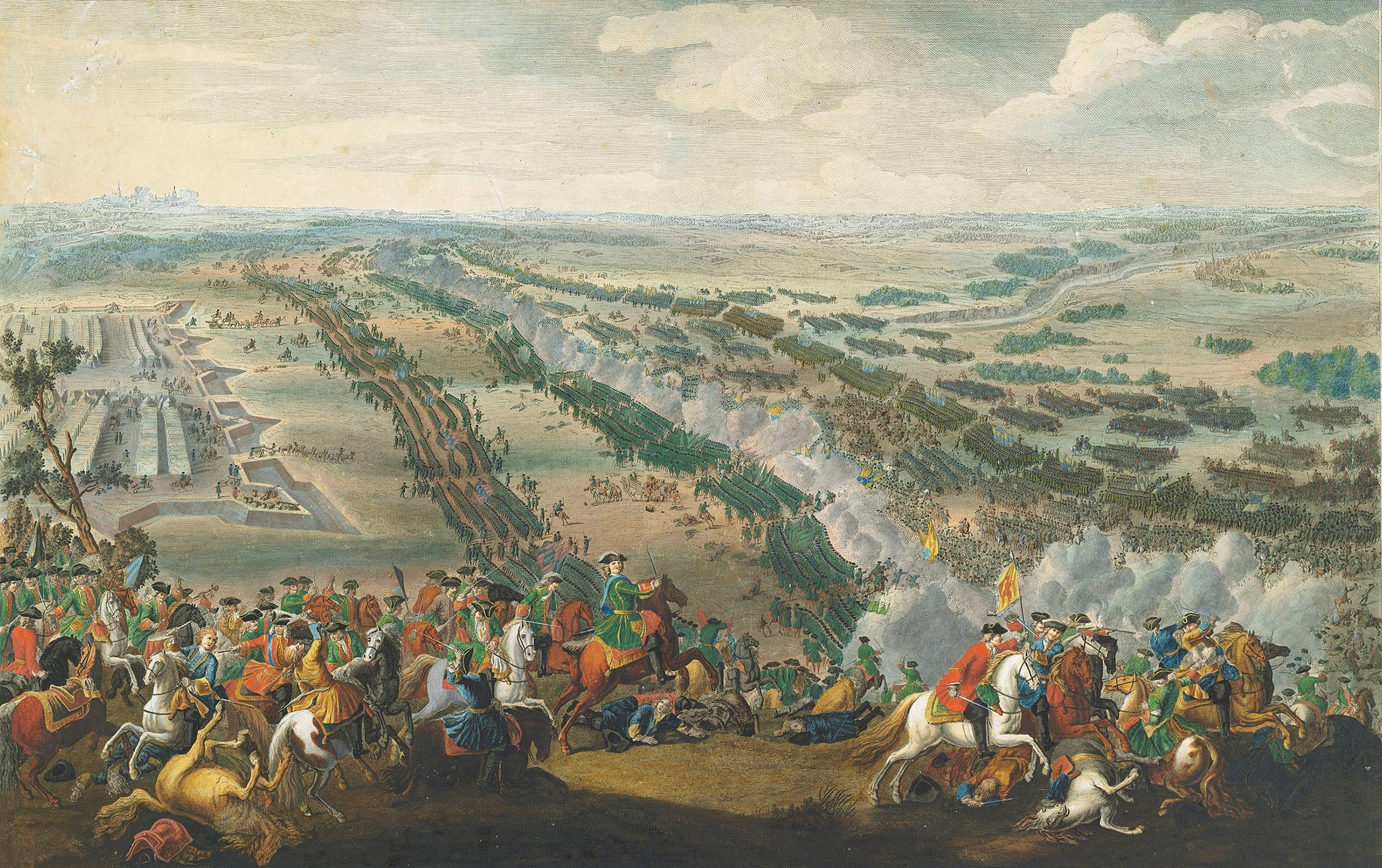
Пьер-Дени Мартен. «Полтавская битва» (1726)
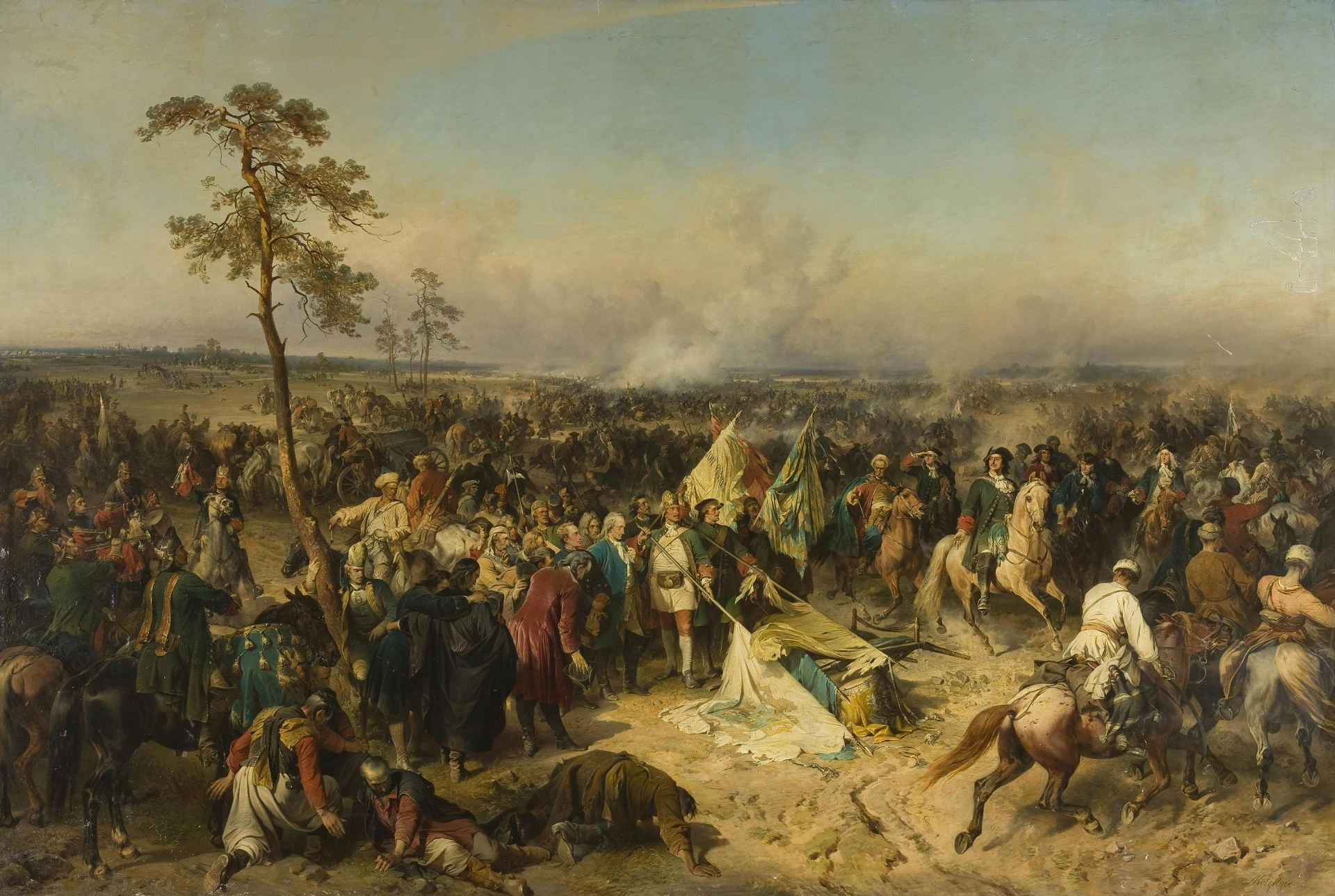
А. Е. Коцебу. «Полтавская победа»
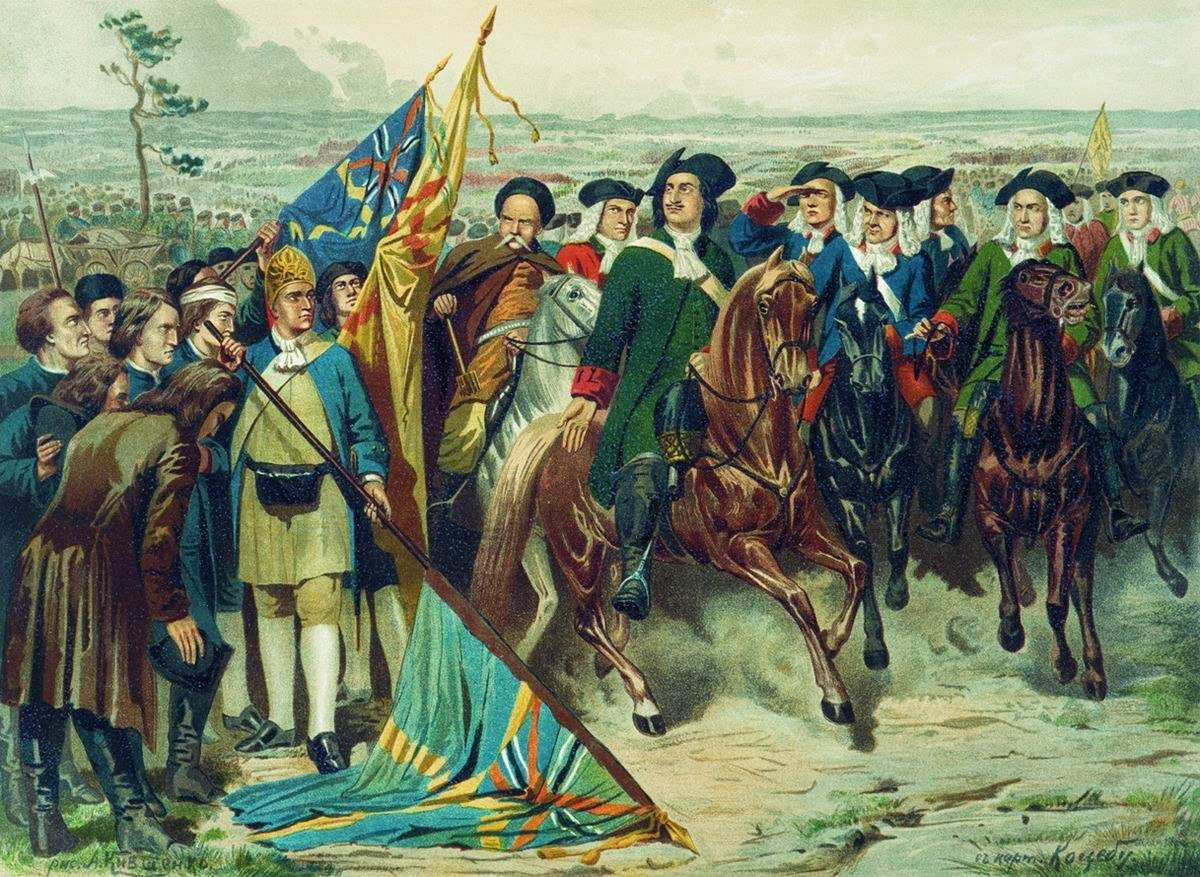
Алексей Кившенко. «Капитуляция шведской армии»
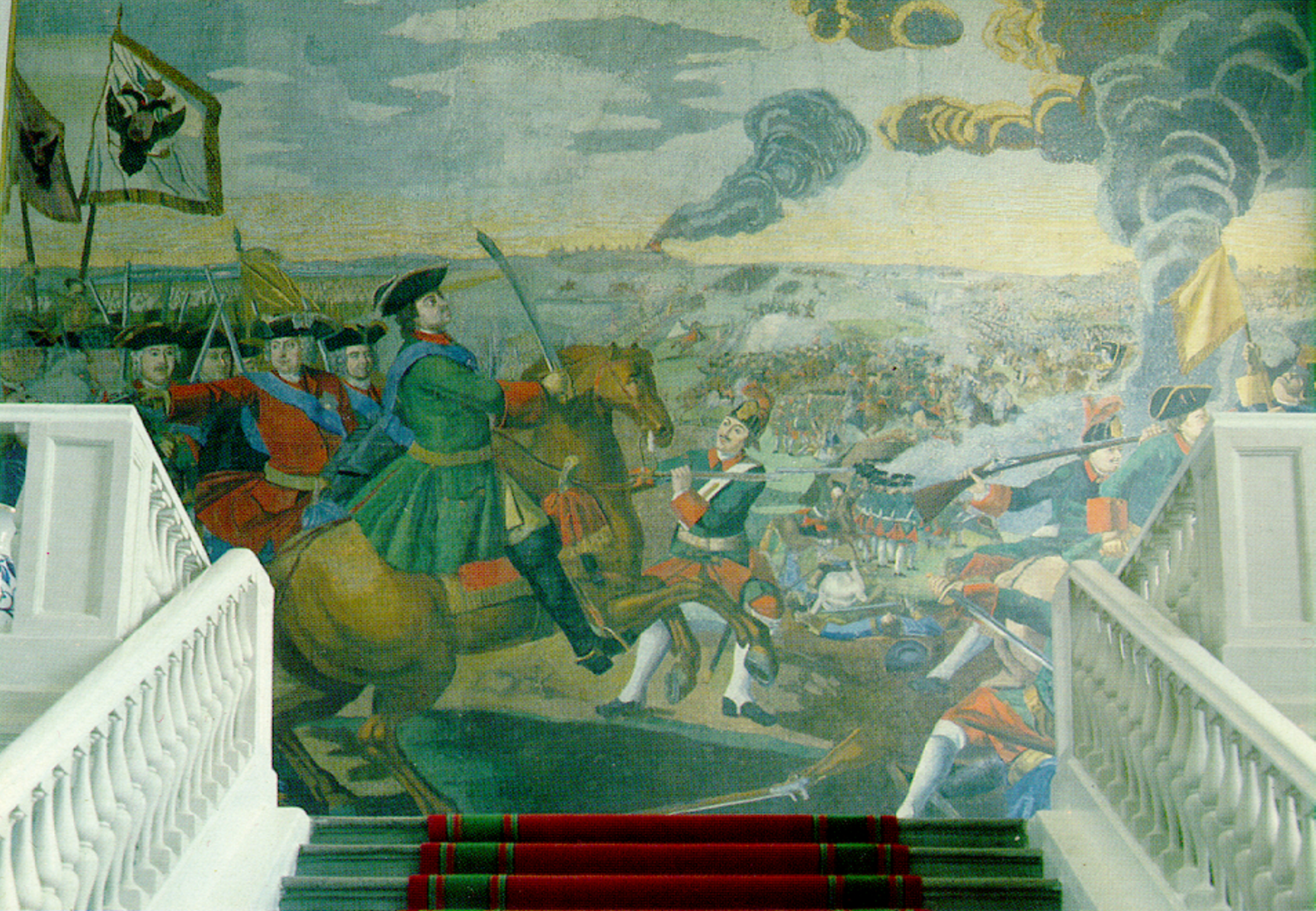
М. В. Ломоносов. Полтавская битва. Мозаика. Академия наук. С.-Петербург. 1762–1764

### Документальное кино
- «Полтавская баталия. 300 лет спустя». — Россия, 2008 на YouTube
- «Великие битвы России. Полтавская битва. Докудрама. Сериал. Star Media. 3 Серия» — Россия, 2020 на YouTube

### Художественные фильмы
- Пётр Первый (фильм)
- Слуга государев (фильм)
- Молитва о гетмане Мазепе (фильм)
- Собор (сериал) — в 9-й и 10-й серии

### В филателии

Почтовый блок
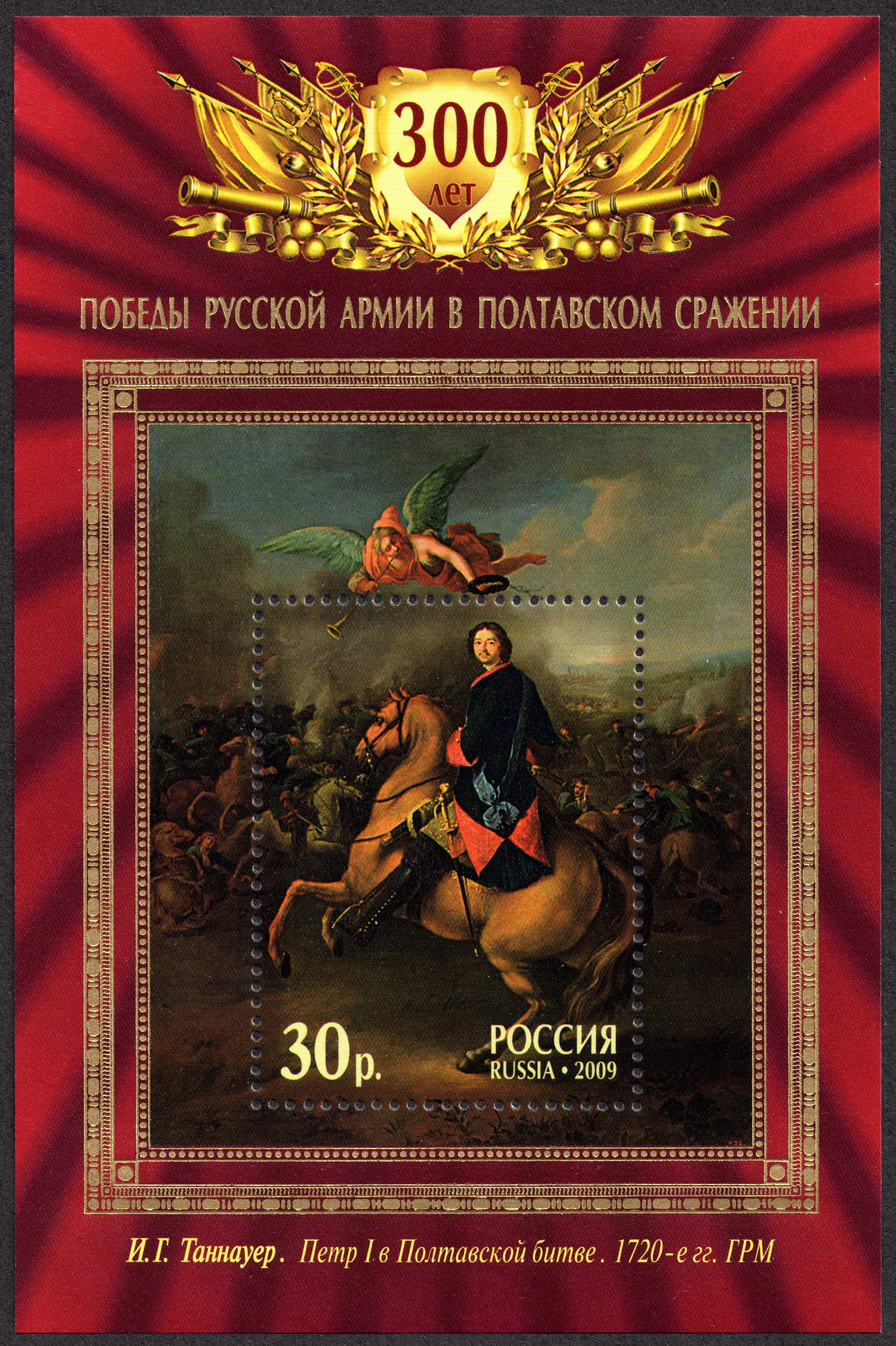
Россия, 2009 год: 300 лет победы русской армии в Полтавском сражении
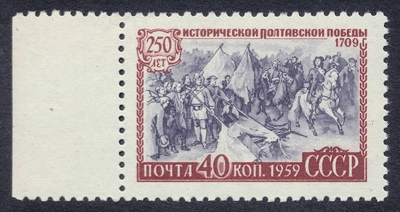
Почта СССР, 1959 г. 250 лет Полтавской победы.

### В нумизматике
В честь 300-летия Полтавской битвы Банк России 1 июня 2009 года выпустил следующие памятные монеты из серебра (приведены только реверсы):

Памятные монеты России
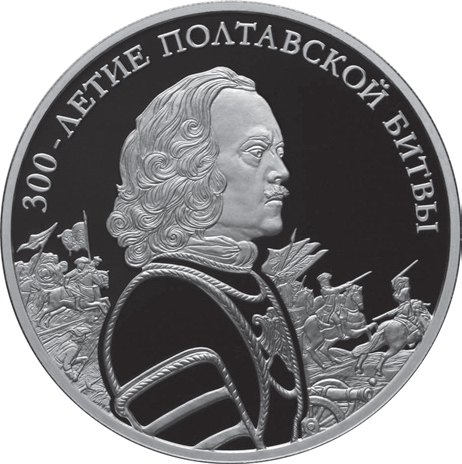
3 рубля с профильным изображением Петра I
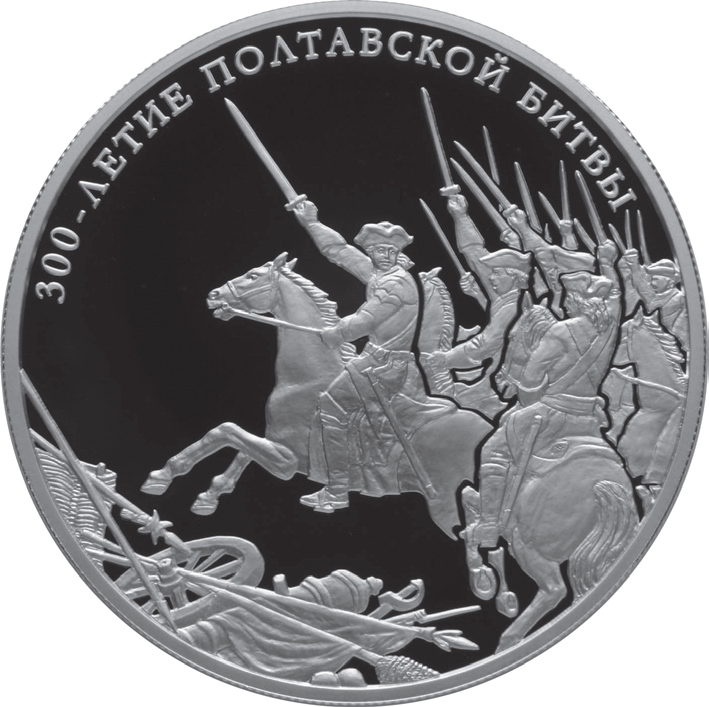
25 рублей с кавалерийским отрядом
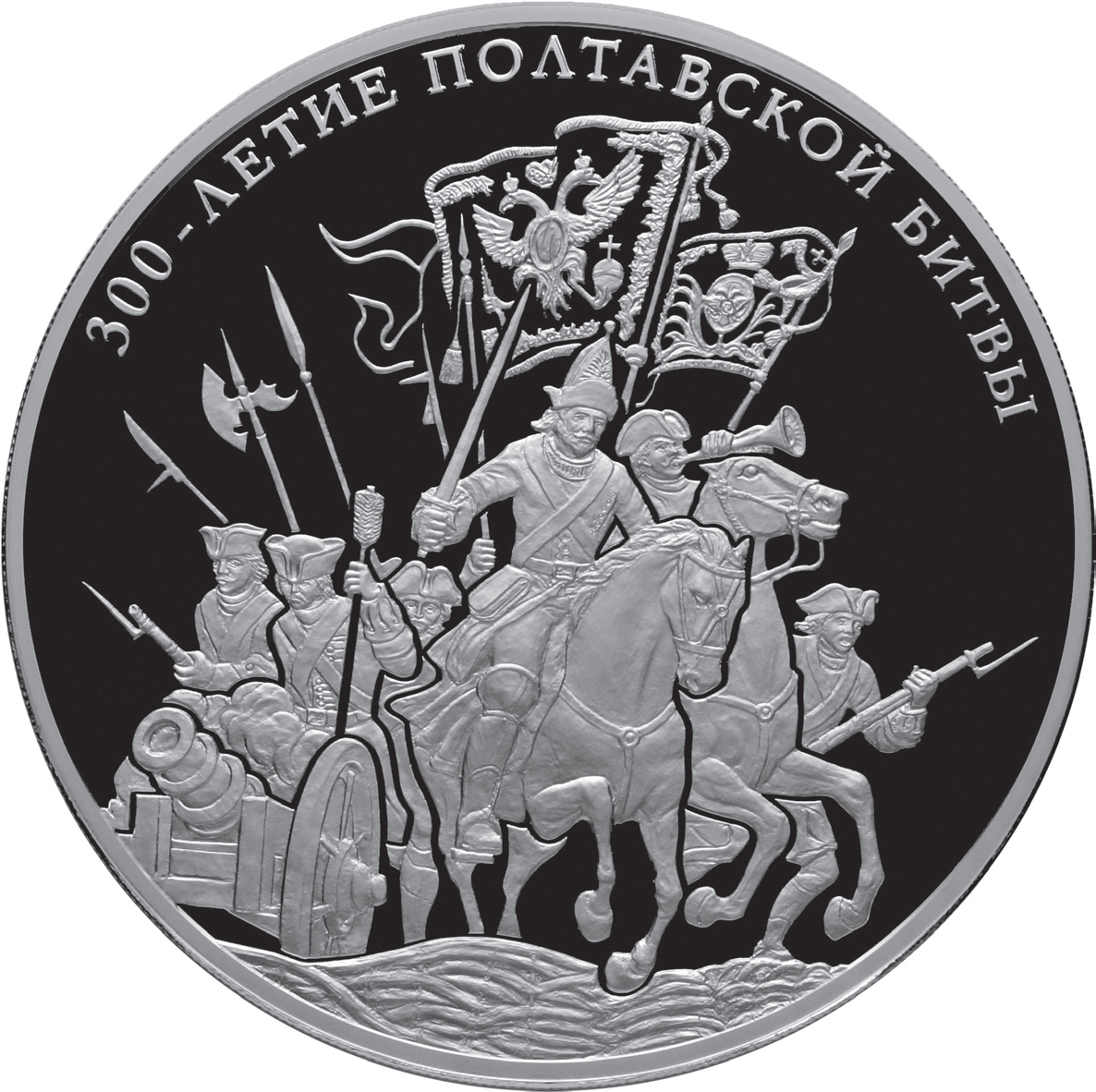
100 рублей с отрядом русских воинов